# Storia di Siracusa in epoca greca
(Ferdinand Gregorovius, “Passeggiate per l’Italia”)
La storia di Siracusa in epoca greca si apre nella seconda metà dell'VIII secolo a.C., con la colonizzazione ellenica. La polis era chiamata dai Greci Syrákousai (in greco antico: Συράκουσαι?). Il centro, situato sulla costa sud-orientale della Sicilia, corrisponde all'odierna Siracusa, città italiana capoluogo di provincia.
Nata da una colonia di Corinto, la polis in breve tempo crebbe, fondando essa stessa altre colonie in Sicilia. Successivamente vide l'avvicendarsi di numerosi tiranni; tra i principali che la città ebbe si citano: Gelone, il primo tiranno aretuseo proveniente da Gela che dotò la polis di un numeroso esercito e di una tra le flotte più potenti del Mediterraneo; Dionisio I di Siracusa, considerato come il prototipo del potere assoluto, portò la polis ad una grande espansione fondando colonie persino in Adriatico; Agatocle, fu il primo tiranno a prendere il nominativo di Re, e infatti egli è ricordato per essersi titolato Re di Sicilia e Re d'Africa; infine Gerone II, il tiranno che ad un certo punto instaurò un governo quasi democratico, guidando Syrakousai nel difficile periodo in cui Roma iniziò la conquista della Sicilia.
Ma Syrakousai non conobbe solo la Tirannide, essa infatti visse anche momenti di Repubblica, che non fermarono comunque i conflitti bellici che si ritrovò ad affrontare, come quello con Ducezio Re dei Siculi e la sua synteleia. Inoltre fu il principale teatro dell'epico scontro avvenuto con Atene, che durante la guerra del Peloponneso attaccò la polis siceliota con l'intento di conquistarla, ma i suoi piani fallirono, anche grazie all'alleanza che Syrakousai strinse con Sparta.
La polis visse oltre mezzo millennio da protagonista del suo tempo, fino alla conquista da parte di Roma, avvenuta nel 212 a.C. dopo un lungo assedio. Fu una delle ultime poleis di Sicilia a cadere sotto il dominio romano.
Tra i suoi abitanti illustri, va ricordato Archimede, matematico antico siracusano che con le sue geniali invenzioni e scoperte diede il suo contributo fondamentale al corso della storia scientifica.
Gli storici sono concordi nell'affermare che Syrakousai fu la più grande metropoli del mondo greco antico.

## Storia

### Fondazione della città (734-733 a.C.)

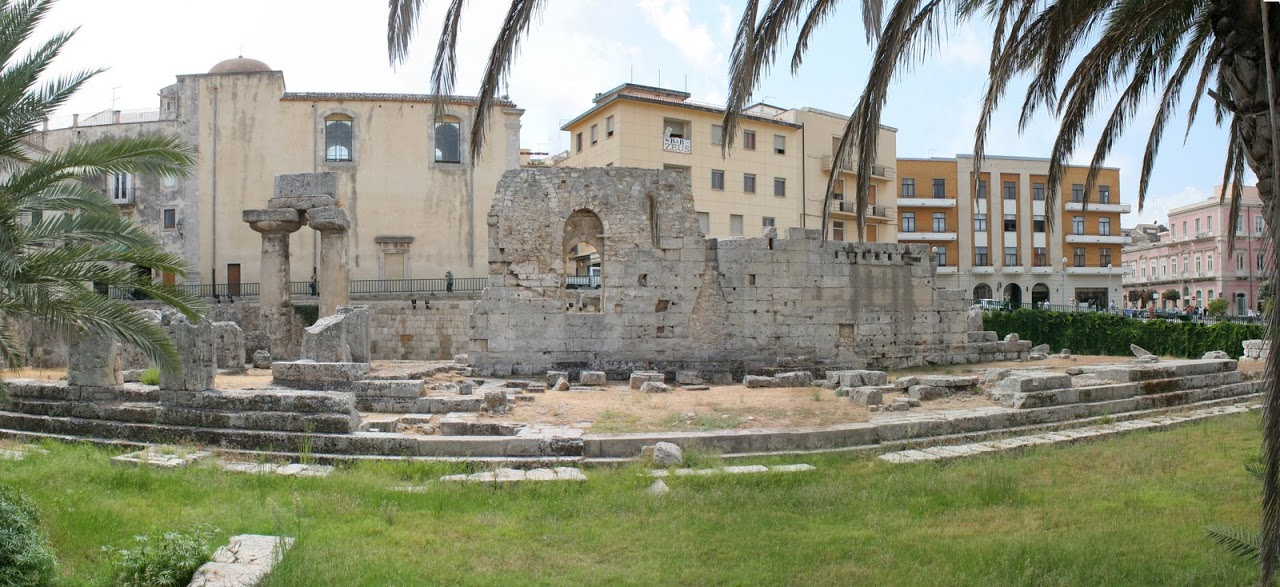
Il Tempio di Apollo di Siracusa, il più antico di Sicilia dedicato al dio del sole.

Il nome Siracusa potrebbe derivare dal siculo Syraka o Sùraka (abbondanza d'acqua) per la presenza di molti corsi d'acqua e di una zona paludosa, ossia dell'odierna zona dei Pantanelli. Sia in greco sia in latino è al plurale, Syracusae, perché la città, fondata da Archia, un nobile di Corinto nel 734 a.C., divenne in pochi anni la Pentàpoli in quanto al nucleo originale, costituito sull'isola di Ortigia, si aggiunsero man mano altri quattro nuclei: Acradina, Tiche, Neàpoli ed Epipoli.

#### Fondazione ed espansione della città
(Teocrito, La rócca, traduzione di Giacomo Zanella.)
La fondazione di Siracusa viene storicamente fissata nel 734 o 733 a.C. ad opera di un gruppo di Corinzi guidati da Archia assieme al poeta Eumelo di Corinto, che sbarcati nei pressi del fiume Anapo insediarono nell'isola di Ortigia.
Il luogo prescelto era strategico, sia per la posizione geografica al centro del Mediterraneo e quindi degli scambi commerciali, sia per la presenza di caratteristiche naturali invidiabili: doppio porto sicuro, abbondanza di risorse idriche, territorio facilmente difendibile. Il nome della città probabilmente deriva dalla lingua sicula Syraco che vuol dire palude, per la presenza di paludi nell'attuale zona dei Pantanelli, da cui poi la parola greca Syracoùssai. Si hanno infatti tracce di presenza autoctona nei pressi della città sin dal IV millennio a.C.
(Tucidide, La guerra del Peloponneso, Libro VI 3)
L'insediamento greco determina quindi la cacciata della popolazione indigena (i siculi) verso l'entroterra, scatenando nei primi periodi una serie di guerre vinte da Siracusa, che man mano rafforzarono il suo potere su territori sempre maggiori.
È il caso, ad esempio, della guerra con Pantalica; il cui sito rappresentava un punto di forza per i siculi. Quando Siracusa inizia ad espandersi e a fondare le prime colonie nell'entroterra ibleo, qui, verrà a contatto con il regno di Hyblon (l'ultimo re siculo del periodo preistorico e greco). Come sia avvenuta la fine di Pantalica non è ancora oggi chiaro. Alcuni suppongono che sia stata distrutta dai siracusani dopo un conflitto bellico con i siculi. Altri invece sostengono che non avvenne alcuna distruzione forzata ma che in realtà il sito siculo venne progressivamente abbandonato poiché i suoi abitanti, attratti, o portati, verso le città costiere di nuova fondazione ellenica, scelsero di diventarne abitanti, abbandonando dunque, l'originario sito montano, in questo caso Pantalica.

Nascono quindi le prime colonie di Siracusa da parte di corinzi giunti nei territori siciliani: Akrai (664) nei pressi di Pantalica, Casmene (643) avamposto militare sul monte Lauro e Kamarina (598) la più lontana delle colonie che si rese indipendente dalla città-madre nel 553 a.C. grazie ad una ribellione sostenuta anche dai Siculi.
(Tucidide, La guerra del Peloponneso, Libro VI 5)
In questo periodo vengono edificati i templi più arcaici della Sicilia: il tempio di Zeus e il tempio di Apollo oltre ad espandere la propria presenza anche nella terraferma con la creazione delle necropoli arcaiche: la necropoli di Fusco e quella del Giardino di Spagna nei pressi dell'ospedale Umberto I.
Tra il 604 a.C. e il 594 a.C. si situa la presenza probabilmente a Siracusa (potrebbe essere stata anche ad Agrigento) della giovane poetessa Saffo assieme alla sua famiglia, fuggiti per ragioni politiche dalla madrepatria.
Nel 492 a.C. Ippocrate di Gela avviò una campagna di conquista della Sicilia, dopo una vittoria nei pressi del fiume Eloro Siracusa si salvò grazie all'intervento di Corinto e Corcira, per cui si ebbe un trattato di pace che gli concedeva il possesso di Camarina.

#### Gamoroi e Killikirioi
In un primo tempo la città era governata dai Gamoroi, discendenti dei primi coloni, proprietari terrieri e nobili. La classe oppressa invece era quella dei meno abbienti (Killichirioi) e dei discendenti dei Siculi, grecizzati dai nuovi conquistatori. A seguito di rivolte scoppiate in città, i Gamoroi, furono cacciati lasciando il potere in mano ai Killichirioi. Ma i Gamoroi in fuga verso Gela, trovarono il sostegno di Gelone, già tiranno di Gela che partito con un esercito entrò a Siracusa nel 485 a.C. per divenire il primo tiranno della città.

### Il periodo dei primi tiranni

#### Il primo tiranno di Siracusa: Gelone (485-478 a.C.)

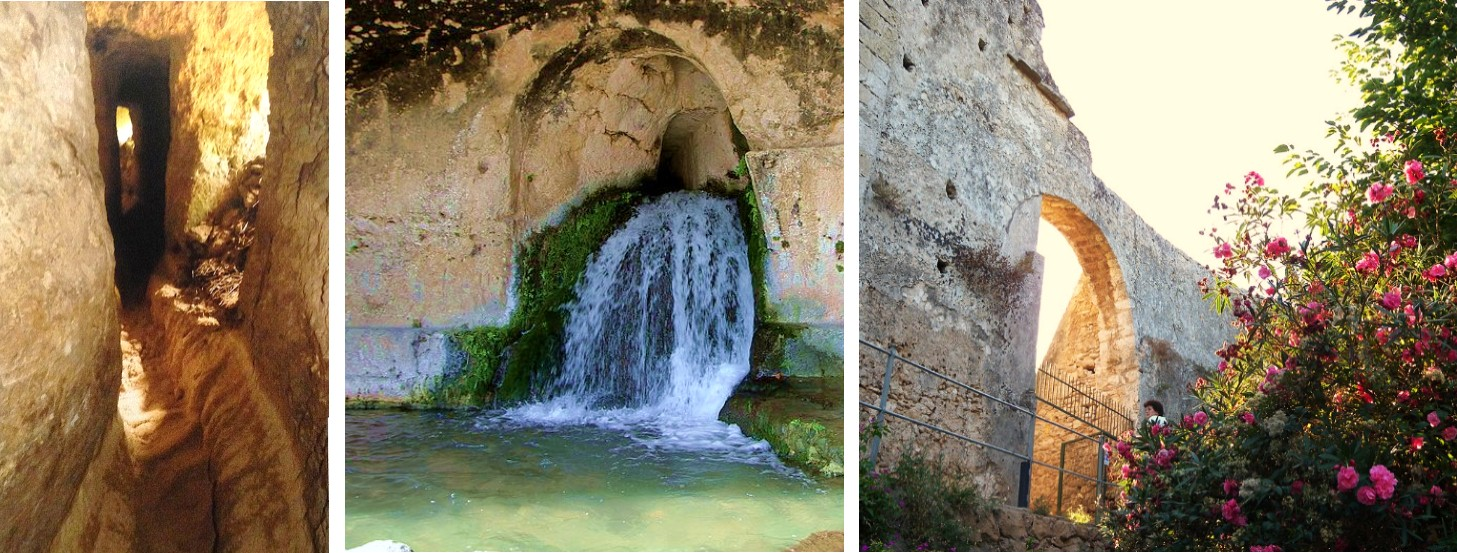
L'acquedotto Galermi; il più antico acquedotto di Sicilia. Fatto costruire da Gelone nel 480 a.C. adoperando come operai i soldati cartaginesi sconfitti in guerra. Prende avvio dal monte Lauro e sgorga al colle Temenite di Siracusa.

Con Gelone divenuto primo tiranno della polis nascono altri quattro quartieri-città (per via delle loro dimensioni) in Siracusa (Ortigia, Tyche, Neapolis, Acradina), per vedere anche il quinto bisognerà attendere l'era Dionigiana, quando la Siracusa greca prenderà il soprannome de la Pentapoli (cinque città riunite).

Il tiranno Gelone accrebbe quindi la presenza greca in Sicilia, espandendo i territori della città, allentando anche la pressione dei Siculi e dei Sicani ai confini della capitale greca. Nel 485 a.C. distrusse Camarina deportando i cittadini, stessa cosa fece nel 481 a.C. quando conquistò Megara Hyblaea. Anche da Gela spostò metà della popolazione in modo da accrescere la popolazione della città aretusea e rafforzare numericamente anche l'esercito e la flotta che sotto il suo regno si dice divenne la più potente conosciuta all'epoca nel Mediterraneo.
La fama di Gelone e la nuova ricchezza di Siracusa, non tardarono ad oltrepassare i confini siciliani. Infatti il tiranno siracusano era ben noto nel mondo greco e doveva esserlo anche presso i governi di Atene e di Sparta, dato che questi inviarono nella città aretusea ambasciate con il preciso scopo di chiedere al tiranno l'intervento di Siracusa nella Seconda guerra persiana. Gli ambasciatori chiesero a Gelone di unirsi alla Lega di Delo; una lega formata dalle città greche per sconfiggere i persiani.

Ma in cambio del proprio aiuto Gelone voleva che i greci gli affidassero il comando delle operazioni militari di terra o il comando della flotta marittima. Vedendosi rifiutate entrambe le richieste, l'una dagli spartani e l'altra dagli ateniesi che non accettavano di sottostare ai comandi del tiranno siceliota, decise che Siracusa non avrebbe partecipato al conflitto e quindi non avrebbe inviato alcun aiuto.

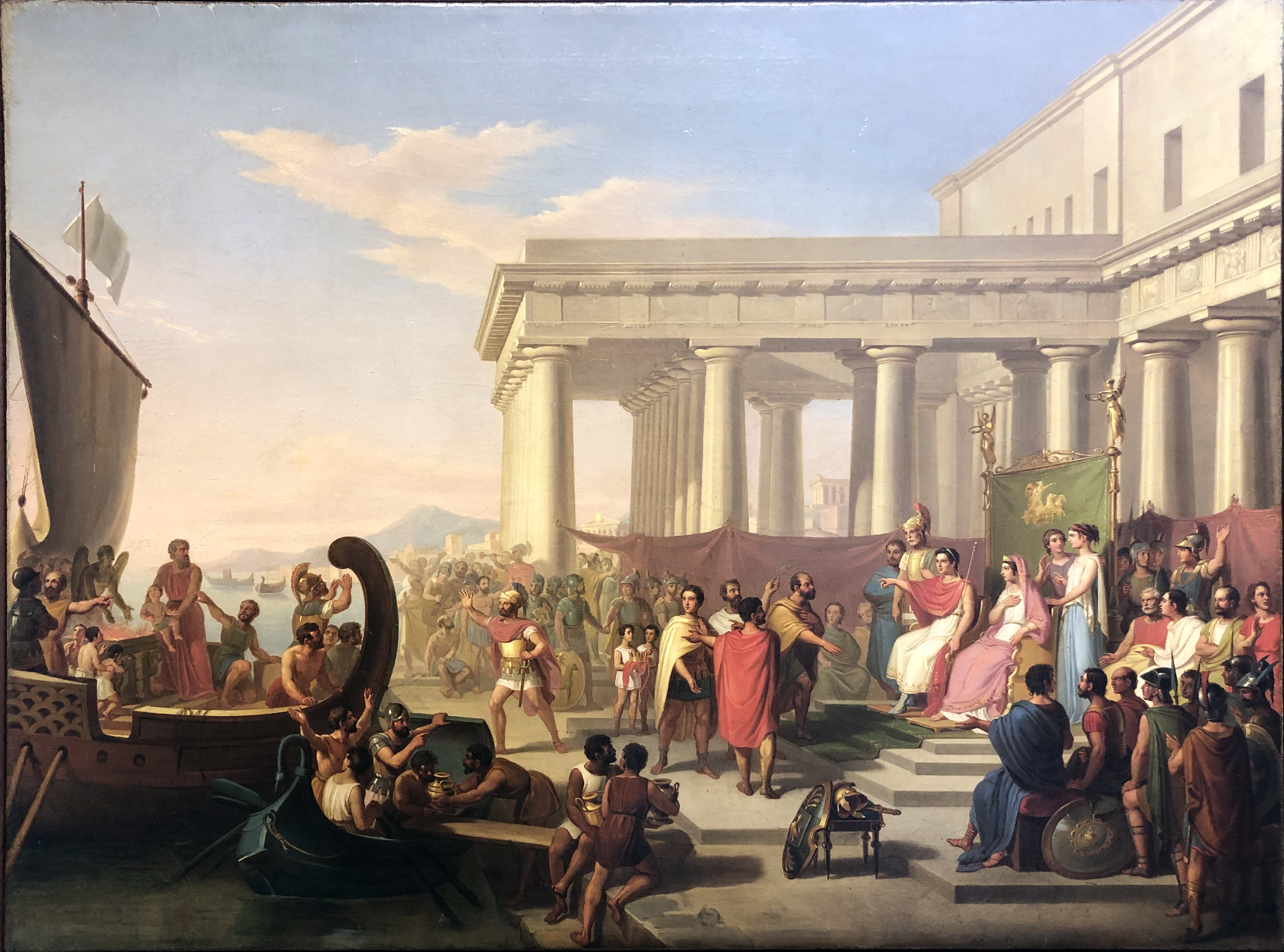
Gelone che accorda la pace ai vinti cartaginesi. Quadro di Michele Panebianco (1850).

In verità molti storici pensano che il motivo reale per il quale Siracusa non partecipò alle guerre persiane, fu che essa era già in lotta contro Cartagine che assediava la Sicilia e infatti da lì a poco tempo i cartaginesi attaccarono Imera, nei pressi di Palermo. Fu così che Terone di Agrigento e Gelone di Siracusa, si ritrovarono alleati in questa guerra contro i cartaginesi in terra siciliana. La battaglia avvenne a Imera, una colonia greca fondata da calcidesi provenienti da Zancle (l'odierna Messina) e da esuli siracusani. L'esito del conflitto fu totalmente favorevole per le due città attaccate: Agrigento e Siracusa; e quest'ultima, essendo stata decisiva con il suo intervento bellico per le sorti della battaglia, volle dettare lei le condizioni da imporre ai nemici vinti, condizioni che anche i suoi alleati, come Akragas, dovettero accettare. Gelone morì poco tempo dopo la battaglia di Imera e venne ricordato come un "sovrano giusto" dal popolo siracusano.

#### Gerone I (478-466 a.C.)

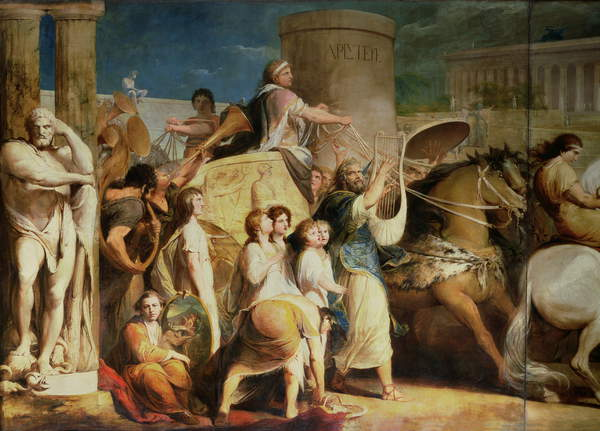
Gerone I raffigurato sul carro dopo aver vinto la corsa nei giochi olimpici. Rappresentazione storica di James Barry.

Gelone prima di morire scelse come suo successore il fratello Gerone I (detto anche Ierone I).
Gerone I partecipò e vinse, con la disciplina sportiva della quadriga, i Giochi olimpici greci nel 476, nel 472 e nel 468 a.C. Inoltre riportò altre tre vittorie nei Giochi pitici, rispettivamente ad Olimpia e a Delfi. A queste sue vittorie sono dedicate le odi composte da Pindaro e quelle composte da Bacchilide. E proprio questi due poeti, insieme anche ad Eschilo e Simonide, diventarono ospiti alla corte di Gerone a Siracusa. Il tiranno adottò la filosofia chiamata mecenatismo; ovvero il mostrarsi incline alle arti e al desiderio dei poeti di comporre versi, sostenendoli e favorendo la loro espressione, in cambio questi portavano lustro alle corti dei sovrani presso i quali andavano e loro stessi divenivano lieti di farne parte.
Gerone I, oltre che per il suo accostamento alle arti, è però ricordato come un tiranno violento, che tenne Siracusa sotto uno stretto regime militare. È considerato colui che iniziò la politica espansionistica della città, ma la sua voglia di conquista fece ritrovare i siracusani a dover combattere numerose guerre. Vanno ricordate le battaglie interne di Sicilia: quella contro Trasideo, tiranno di Agrigento e le battaglie contro Katane (attuale Catania), dove qui vi fondò Aitna (Etna) e si fece proclamare "Etneo".

Portò il suo esercito in Campania dove aveva rapporti commerciali con la gente del luogo. Qui accettando la richiesta d'aiuto di Cuma, affrontò gli Etruschi sconfiggendoli sul mare, insieme all'alleato campano. Dopo questa sua importante e storica vittoria e dopo aver affrontato la sua ultima battaglia contro Trasideo di Akragas, Gerone I decise di ritirarsi ad Aitna, città da lui fondata alla quale evidentemente si sentiva legato. Morì lì con l'appellativo di "Gerone l'Etneo".

### Il tiranno Trasibulo e la rivolta dei siracusani
A Gerone succedette Trasibulo, tiranno di Gela e fratello di Gelone, Gerone e Polizelo. Poiché questi attuò una politica dispotica, Diodoro Siculo lo definisce "violento e assassino", il popolo mal lo sopportò, così Siracusa si ribellò a Trasibulo nel 465 a.C., facendo un'alleanza insieme a Gela, Akragas, Himera, Selinunte e con le truppe sicule. Il popolo riuscì dunque a rovesciare la dittatura e a instaurare una giovane democrazia: il neonato petalismo non ebbe però gli effetti sperati e diede adito a tensioni sociali, causando l'emarginazione forzosa o volontaria dal mondo politico di molti importanti personaggi.
Trasibulo fu costretto all'esilio a Locri Epizefiri, dove morì. Con lui cessò il periodo dei Dinomenidi, quindi la prima tirannide siracusana.

### Siracusa repubblicana

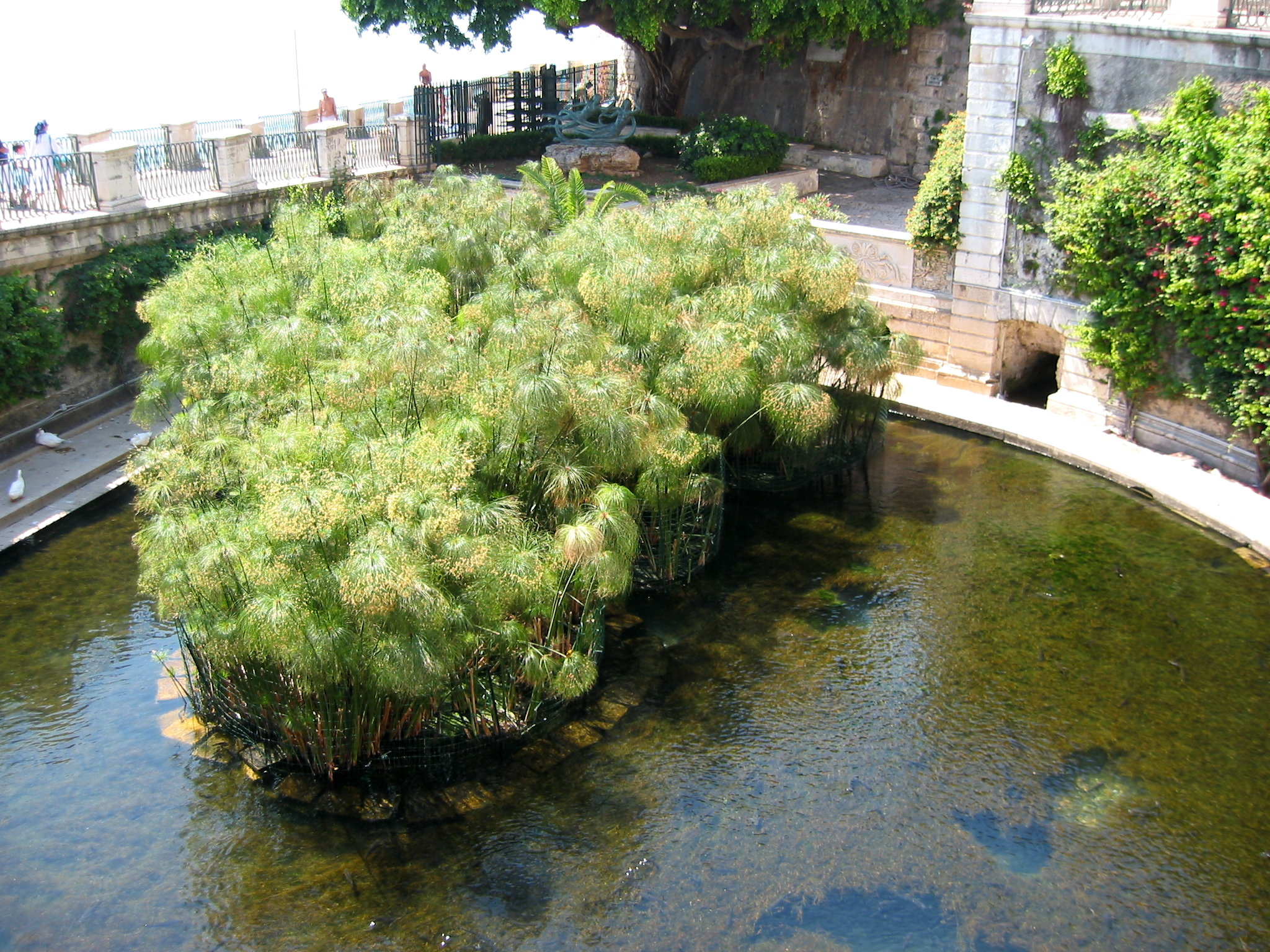
La mitica Fonte Aretusa, lo specchio d'acqua dolce che confina con l'acqua salata e che divenne il simbolo dell'intera polis di Syrakousai, si riteneva fosse la forma liquida della ninfa Aretusa; ancora oggi, i cittadini di Siracusa sono chiamati "aretusei".

Siracusa diventa una Repubblica, adottando un sistema di democrazia che però pian piano si mostrerà sempre più come un'oligarchia.

Numerose e importanti sono le vicende che si susseguono durante questi anni di governo repubblicano.

Inizialmente vi è la rivolta capeggiata dal siculo Ducezio, nel 460 a.C., che riunì sotto la stessa causa le popolazioni autoctone di Sicilia (Sicani, Siculi, Elimi), con l'intento di dar battaglia all'egemonia greca, o per meglio dire siceliota, che ormai da secoli opprimeva la loro antica cultura, nella quale, però va detto, ultimamente si potevano riscontrare elementi d'influenza ellenica, anche nel tessuto sociale autoctono. Ducezio ne è un esempio, egli infatti, abile condottiero, mostrava molti tratti nel suo agire, già riscontrati nel periodo ellenico. Siracusa, insieme ad Akragas, dopo aver combattuto le varie battaglie contro la Synteleia (la Lega dei Siculi), e perdendo pure qualche scontro con essa, alla fine però riuscirono a trionfare ponendo così fine alla guerra di Ducezio e al tentativo siculo di riportare l'egemonia dell'isola sotto il loro controllo.

Qualche anno dopo avvenne il Congresso di Gela, il cui scopo era riappacificare le città siciliane in lotta tra loro. Alcuni pensano invece che fosse un'abile mossa dei siracusani che, posti in ansia per un eventuale, e possibile, attacco di Atene in Sicilia, volevano portare dalla loro parte quanti più alleati possibile. Ma qualunque fosse la reale intenzione di quel congresso, avvenuto nel 424 a.C., resta pur sempre il fatto che si arrivò ad una, se pur temporanea, pace e in quell'occasione il generale siracusano Ermocrate, fece un discorso ai partecipanti del congresso, dicendo loro che sull'isola non vi erano né dori, né ioni, ma solamente sicelioti, il che stava a significare che si riconosceva una unione etnica con la popolazione autoctona, come a voler dire che in Sicilia vi era o vi doveva essere un'unica cultura; quel discorso passò alla storia per essere stato il primo a contenere simili dichiarazioni sull'ethos siciliano.

#### Atene in Sicilia
Durante la guerra del Peloponneso, le due acerrime rivali, Atene e Sparta, si contendevano la supremazia politico-territoriale sulla Grecia continentale, ma essendo la Sicilia una terra fortemente ellenizzata, come del resto il Sud Italia, questa guerra finì col coinvolgere anche l'isola mediterranea. E qui entrò in guerra Siracusa. Atene era decisa a portare la sua espansione verso occidente, inoltre, sapeva bene che conquistando Siracusa avrebbe conquistato una grande polis, sua probabile e pericolosa rivale, non solo, così facendo, avrebbe tolto a Sparta il rifornimento, molto importante, di grano che le arrivava proprio dal rapporto di alleanza che vi era tra spartani e siracusani.

Dopo concitati preparativi, grandi battaglie e grandi avvenimenti, alla fine Atene perderà la sua guerra in Sicilia, proprio in territorio siracusano, nei presso dell'Eloro (Noto).

#### Le battaglie con Cartagine
Il secondo periodo repubblicano della polis è stato segnato anche dalle violenti battaglie con Cartagine; la capitale punica che avendo il controllo di alcune città nella Sicilia occidentale, voleva rendersi padrona dell'intera isola, o voleva altresì evitare che Syrakousai tornasse nuovamente a minacciare i suoi possedimenti siciliani. Questa rivalità territoriale tra le due metropoli fece scoppiare molte guerre tra le stesse, coinvolgendo le popolazioni locali, schierate con una delle due parti. Tra le battaglie più memorabili si ricorda quella che avvenne presso il fiume Imera, storico confine tra le due potenze, che finì con una tragica sconfitta per Siracusa, la quale perse molti dei suoi guerrieri e dovette sottoscrivere condizioni di pace che ne limitavano parecchio i propri confini.

Tale sconfitta contribuì a far vacillare la già fragile politica repubblicana della polis. Infatti da lì a poco farà la sua comparsa in scena il figlio di un generale siracusano, Dionisio, che approfittando di questa sconfitta incolperà, in maniera convincente, la politica della Repubblica, sostenendo che fosse a causa della troppa "debolezza decisionale e direzionale" se Siracusa si era ritrovata sconfitta dai suoi acerrimi nemici.

### Dionisio I e il susseguirsi di tiranni

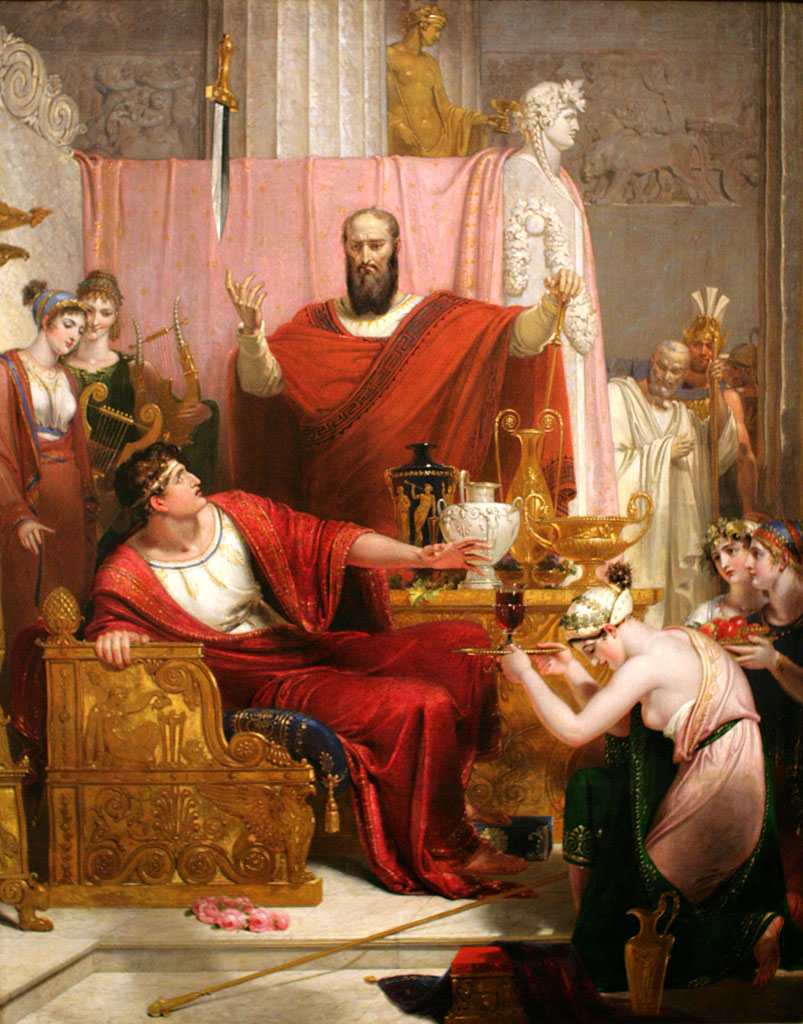
“Dioniso e la Spada di Damocle”, opera di Richard Westall. Dionisio I fu forse il sovrano più importante di tutta la storia greca di Siracusa.

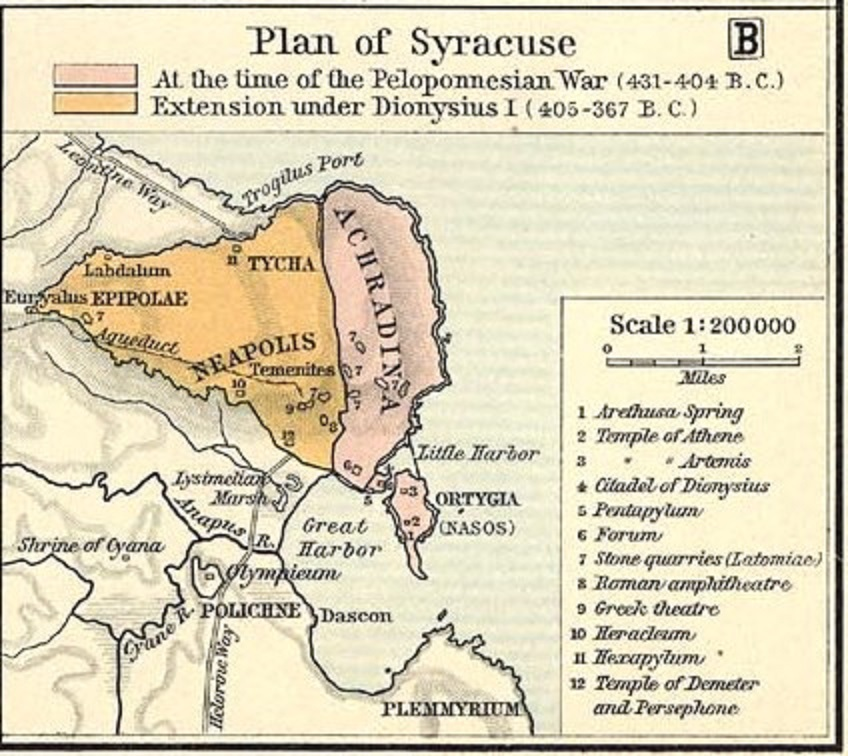
Mappa di Syrakousai tra il 431 e il 367 a.C.

#### Il nuovo Tiranno
Dionisio I di Siracusa, detto anche Dionigi e Dionisio il Grande e il Vecchio, prese il potere della città a 25 anni di età, e questo fa di lui uno dei più giovani tiranni nella storia di Siracusa. Inoltre il suo regno, durato quasi 40 anni, si colloca tra i primi posti per durata, poiché nessuna tirannide, prima di lui, restò al potere così a lungo.

Lo storico Domenico Musti lo ha così descritto: 
(Domenico Musti, Storia greca, p. 553)
La sua figura diventa importante quando la minaccia cartaginese si fece pesante. Egli riuscì a farsi eleggere comandante supremo e unico dell'esercito siracusano. Questa esigenza di Siracusa di avere una qualche abile guida, nasceva dal fatto che la situazione militare con Cartagine era ormai divenuta critica; la città punica aveva già conquistato Akragas e fatto terra bruciata dietro di sé, adesso, tutti lo sapevano, il suo prossimo o ultimo obiettivo sarebbe stata la città di Siracusa.

I cartaginesi puntarono su Gela, e qui avvenne, nel 405 a.C., una battaglia complessa. Dionisio mise insieme un numeroso esercito formato da italici, siciliani e mercenari che contavano 30.000 opliti, 4.000 cavalieri e una flotta di 50 triremi. La battaglia per l'esercito di Dionisio non incominciò nemmeno, poiché, a causa di scordinamenti dei piani militari, si ritrovarono assediati all'interno della città di Gela senza avere iniziato a combattere. Caduta Gela quindi cadde anche Camarina. L'inizio non trionfale causò a Dionisio parecchie critiche in patria e questo lo allarmò poiché egli voleva il potere saldamente in mano. Dopo aver sventato un colpo di Stato, consolidò la sua posizione di tiranno della polis.

I cartaginesi, dopo aver posto delle condizioni di pace, tornarono nella loro patria e Dionisio approfittò di questo momento di tregua per fortificare Siracusa, costruendo il quarto quartiere, l'Epipoli e dando vita a due poderose costruzione militari: le Mura dionigiane e il Castello Eurialo, per difendersi da un prossimo, probabile, attacco di Cartagine.

Attacco che giunse puntuale nel 397 a.C., ma si può ben dire che non furono i cartaginesi ad attaccare per primi, poiché fu Dionisio, forse per un suo piano lucido e studiato, che decide di assediare e distruggere Mozia, la roccaforte del mondo punico occidentale, provocando come reazione l'intervento dei cartaginesi, i quali, avevano anch'essi già in mente di assediare Siracusa, e così fecero.

Dopo un iniziale momento che sembrò volgere a loro favore (riuscirono ad entrare nella città-quartiere di Acradina), furono però costretti a ritirarsi perché una pestilenza aveva colpito il loro accampamento e decimato l'esercito. Chiesero quindi la pace e la ottennero alle condizioni di Dionisio stavolta, quindi condizioni favorevoli alle città siceliote, specialmente a Siracusa. infatti come ci informa Bernabò Brea, il tiranno siracusano non pensò al bene delle altre poleis, ma piuttosto, per concepire un suo piano espansionistico, le distrusse per annientare la resistenza accentuata, poiché era risaputo che le poleis del mondo greco erano ciascuna indipendente dall'altra, nel tentativo di formare un più ambizioso e grande progetto che comprendesse un primo esempio di Stato territoriale, con capitale Siracusa.

#### La Lega Italiota e le colonie in Adriatico

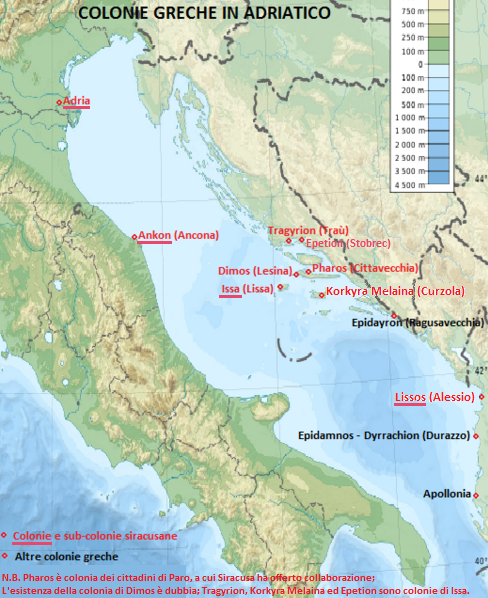
Le colonie greche in Adriatico, con quelle siracusane evidenziate in rosso.

L'idea di Dionisio I di Siracusa, o l'ambizione, di unire tutti i greci della Magna Grecia fece di lui un precursore dei tempi, infatti si dirà in seguito che fu lui il personaggio che anticipò le mosse di Filippo II di Macedonia, dando origine a quel piano politico che prevedeva un monarca, una capitale e un vasto territorio da governare che rispondesse ad un unico nome del regno.
Dionisio dovette però fare i conti con la fiera resistenza degli italioti, che non ne volevano sapere di rinunciare alla propria indipendenza. Fra tutte si cita Reggio, la città che si dimostrò a lui più ostile e che resistette per undici mesi all'assedio siracusano, prima di cadere anch'essa sotto il dominio dionigiano.

La Lega Italiota era formata dalle città di Kroton, Thurii, Kaulon, Metaponto, Heraclea e successivamente da Reghion, Medma e Hipponion, mentre Dionisio trovò alleanza nei Lucani, in Taranto e in Locri Epizefiri, cittadina calabra a lui legata. Dopo duri scontri i siracusani con i loro alleati riuscirono ad avere la meglio sulla Lega Italiota, la quale venne in un primo momento sciolta e poi riformata con a capo la città di Taranto, designata come leader dallo stesso Dionisio, dato che i tarantini portavano avanti una politica amica al tiranno aretuseo.
La polis aretusea, sotto il governo di Dionisio I, fondò quattro colonie volte al controllo delle rotte navali dirette verso i ricchi mercati granari della Pianura Padana: nella costa veneta Adrìa (attuale Adria), nel promontorio del Cònero Ankón (attuale Ancona), nelle coste dalmate Issa (attuale Lissa) e in Illiria Lissos (attuale Alessio).
Inoltre, Dionisio I collaborò con gli abitanti dell'isola greca di Paro nella fondazione di Pharos (attuale Cittavecchia di Lesina); nella stessa isola, secondo alcuni autori, sorse anche Dimos (l'attuale città di Lesina).
Issa a sua volta fondò Tragyrion (attuale Traù), Korkyra Melaina (attuale Curzola) ed Epetion (attuale Stobreč, sobborgo di Spalato) ed utilizzava l'emporio greco di Salona, alla foce della Narenta.
Tragyrion, infine, potenziò l'emporio greco di Salona. L'Adriatico, per alcuni decenni, rimase così sotto completo controllo siracusano.
Dionisio I più passava il tempo e più formava quel sistema politico che potrebbe dirsi benissimo imperialista e statale, allontanandosi di molto dal più classico, e fino ad allora in uso nel mondo greco, pensiero di politica autonoma, periferica e separatista.

Dionisio morì dopo aver combattuto la sua ultima battaglia contro i Cartaginesi nel 367 avanti Cristo.

### Platone a Siracusa
Platone, uno dei più grandi pensatori della sua epoca, venne per ben tra volte a Siracusa; nella sua prima visita incontrò Dionisio I, il quale lo cacciò in malo modo, salvo poi pregarlo di non dire niente del modo in cui l'aveva trattato in Grecia. Nella sua seconda e terza visita incontrò invece Dione e Dionisio II, due personaggi molto influenti della polis; il primo era il cognato di Dionisio I, mentre il secondo era il legittimo erede al trono siracusano, poiché figlio del precedente tiranno. Il motivo per il quale Platone compì questi viaggi a Siracusa fu che egli voleva conseguire e realizzare la sua "Repubblica dei filosofi"; una sorta di regno dove il tiranno si comporta da filosofo, regnando così con giustizia e buon senso. Aveva scelto Siracusa per la realizzazione importante di questo suo progetto, ma incontrò numerose difficoltà nel portarlo avanti, infatti ai sovrani siracusani i discorsi tutti incentrati sull'eguaglianza e sulla giustizia, non piacevano affatto, forse perché mal si adattavano al concetto di "potere assoluto", forma politica molto sperimentata a Siracusa sotto la tirannia dei due Dionigi. Nonostante la sua passione infatti Platone alla fine lascerà perdere il suo progetto repubblicano, dedicando ai siracusani nella sua Lettera VII una serie di rimproveri e rammarichi per il modo «non sano e non saggio» nel quale viveva il popolo e la politica aretusea.

Questi anni vennero caratterizzati da un susseguirsi di diversi tiranni e comandanti. Nessuno dei quali degni, agli occhi dei siracusani, di poter prendere il posto quale loro sovrano.

### La Repubblica di Timoleonte (344-335 a.C.)

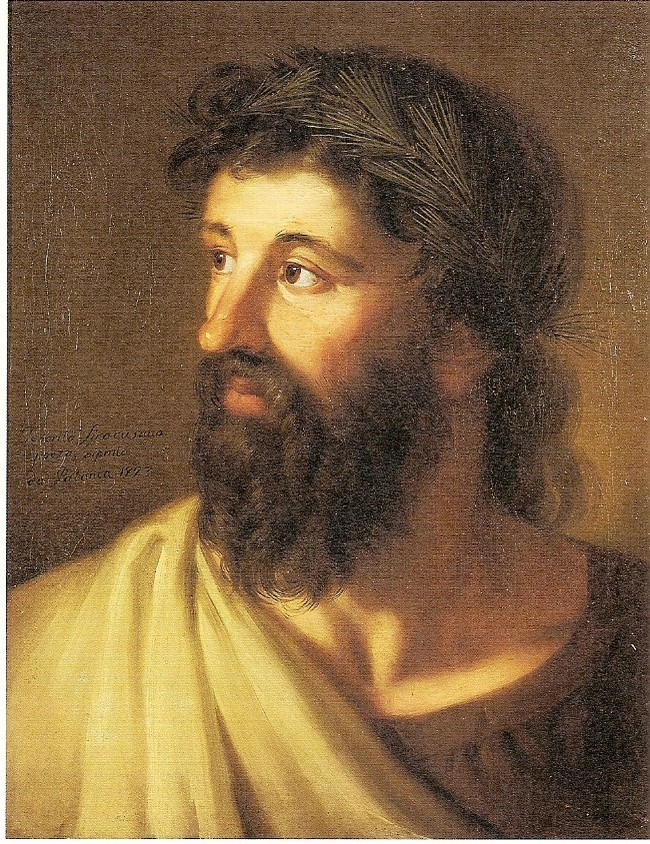
Timoleonte, ritratto moderno del pittore Giuseppe Patania.

Nel 347 a.C. i siracusani per cercare di scacciare Dionisio II che aveva ripreso il potere della città, andarono a cercare aiuto mandando ambascerie negli altri Stati. Trovarono supporto in Corinto, la madrepatria di Siracusa, che proprio in nome di quel legame storico-culturale che la legava alla città della Sicilia, accettò d'intervenire a favore dei siracusani che volevano liberarsi del tiranno.

I corinzi mandarono in aiuto un loro nobile generale, Timoleonte, il quale stava vivendo una complicata situazione sociale nella sua terra, accusato di aver ucciso il fratello Timofane, aspirante tiranno di Corinto. Dunque lo fecero partire alla volta della Sicilia, presso la quale, dopo numerose battaglie, trovò la vittoria liberando Siracusa e le altre poleis di Sicilia.
Il primo compito di Timoleonte fu di ripopolare la città, desolatamente vuota a seguito della guerra e dell'occupazione cartaginese; fece appello a tutti i cittadini del mondo greco di stabilirsi nella nuova Siracusa per vivere da liberi cittadini: risposero in circa 60.000, inclusi donne e bambini, di cui 5.000 erano Corinzi, altri 5.000 erano greci provenienti da altre poleis ed esuli siciliani, 50.000 provenivano dalla Magna Grecia.
Proprio per ripristinare un clima democratico Timoleonte condusse la demolizione dei palazzi fortificati dei tiranni siti nell'isola di Ortigia e vi fece costruire al loro posto dei tribunali. Indebolita l'influenza di Siracusa per gli incessanti scontri interni di potere ed esterni con le forze nemiche, Timoleonte provò a riconfigurare la mappa politica della Sicilia. Le città siceliote chiesero il suo aiuto per liberarsi dai tiranni e Timoleonte acconsentì e portare loro soccorso. Nel frattempo vi fu un'importante battaglia contro Cartagine, la quale aveva intenzione di cacciare tutti i greci dalla Sicilia; non vi riuscì perché l'esercito di Timoleonte glielo impedì, sconfiggendo le sue armate nei pressi del fiume Crimiso, nel 341 prima di Cristo.
Riuscì in seguito a stabilire un clima di pace e disteso che finalmente permise alla Sicilia di dedicarsi all'arte, alla ricostruzione, alla ridistribuzione delle terre, all'economia. Avvenne quindi una rifioritura non solo per Siracusa, che era ormai stremata dalle continue guerre, ma anche per tutta l'Isola del mediterraneo.

Formò quindi la Symmachia, ovvero una vasta lega che riuniva attorno a Siracusa le città greche di Sicilia e pure le popolazioni autoctone (Siculi, Sicani, Elimi), dando a ciascuna il medesimo potere giuridico, politico, sociale, ponendole tutte alla pari.

Fu un'abile mossa per cercare di portare pace tra le varie poleis e comunità siciliane. Timoleonte, non nominandosi mai tiranno ma comunque esercitando spietatezza verso i suoi nemici, decise infine di non tornare a Corinto ma di fermarsi a Siracusa dove ormai era visto come l'ecista della polis. In età avanzata, diventato cieco, si ritirò dalla vita pubblica ma non smise di dare consigli quando gli venivano richiesti e continuò a partecipare all'assemblea popolare prendendo parola. Morì nel 335 avanti Cristo.

### Legame tra la Siracusa post-dionisiana e l'ascesa della Macedonia

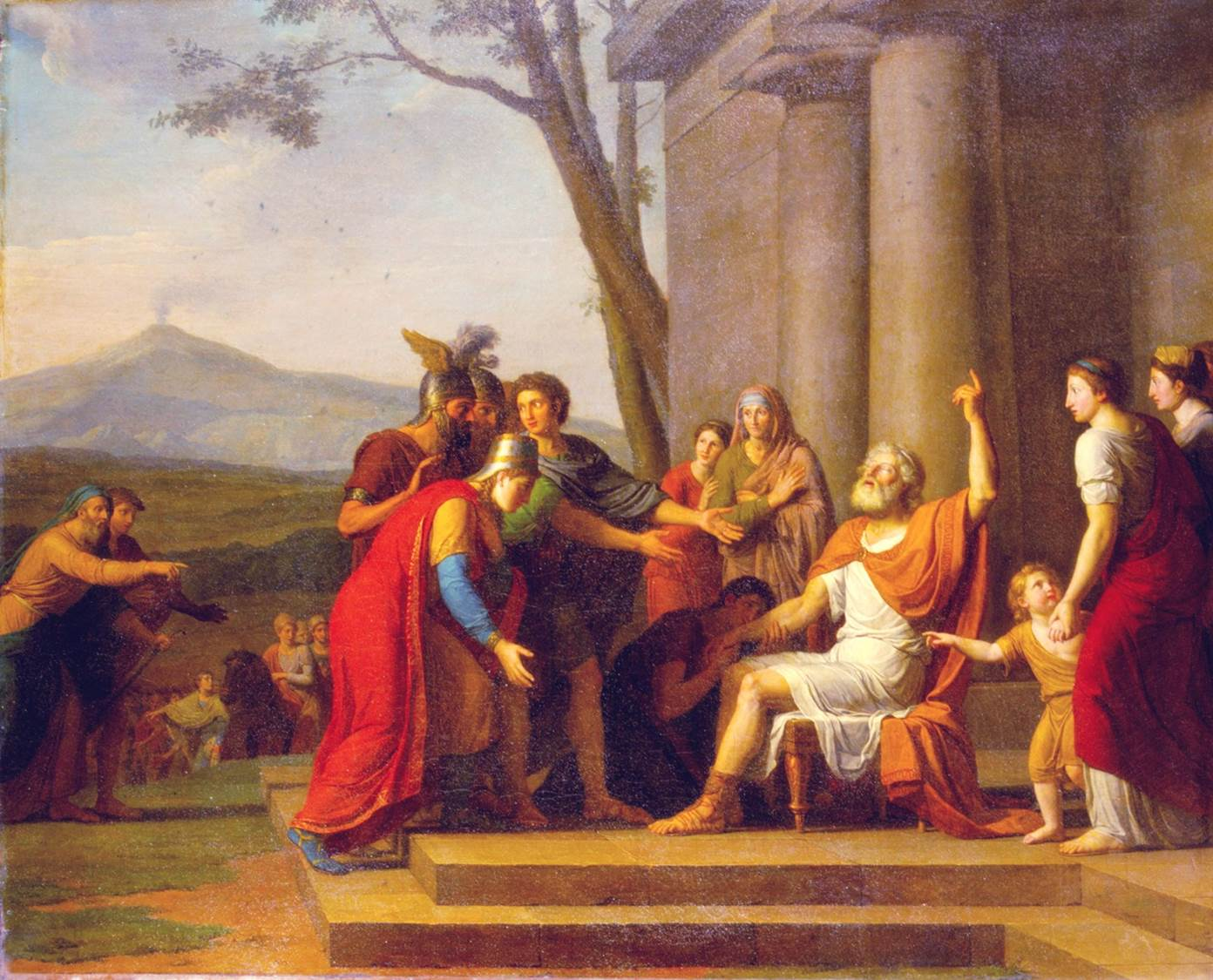
Jean-Joseph Taillasson: Siracusa dopo i Dionisii venne governata in maniera oligarchica da Timoleonte di Corinto.

La polis di Siracusa dopo la caduta della sua potente tirannide restò silente per diversi decenni, e proprio il suo silenzio, ovvero il vuoto lasciato dai Dionisii in un Mediterraneo dagli equilibri incerti, pare sia stato il fattore decisivo che abbia favorito l'ascesa della Macedonia, del sovrano Filippo II e di suo figlio Alessandro Magno. Ma la momentanea assenza fisica dallo scenario internazionale, non impedì a Siracusa di svolgere un ruolo essenzialmente culturale, quasi ereditario, nei confronti dell'esordiente Macedonia, così come emerge dalle testimonianze antiche.
Non mancano i collegamenti tra le due realtà geo-politiche: anzitutto i macedoni erano a conoscenza della fine della tirannide siracusana, ciò è reso noto dalla lettera che Sparta, minacciata da Filippo, aveva inviato al sovrano macedone rivolgendogli un solo brevissimo ma temibile avvertimento: «Dionisio a Corinto» (proverbio che «tutti i Greci usano»); volendo dare a intendere a Filippo, nel pieno della sua forza militare, che anche una grande monarchia all'apparenza prospera e imbattibile poteva essere attaccata, rovesciata e umiliata proprio com'era accaduto a Dionisio II di Siracusa, adesso esule a Corinto.
Pare inoltre che Filippo abbia incontrato di persona il tiranno siracusano esiliato (non si sa se ad accompagnarlo c'era anche Alessandro) in terra corinzia durante un sontuoso banchetto.

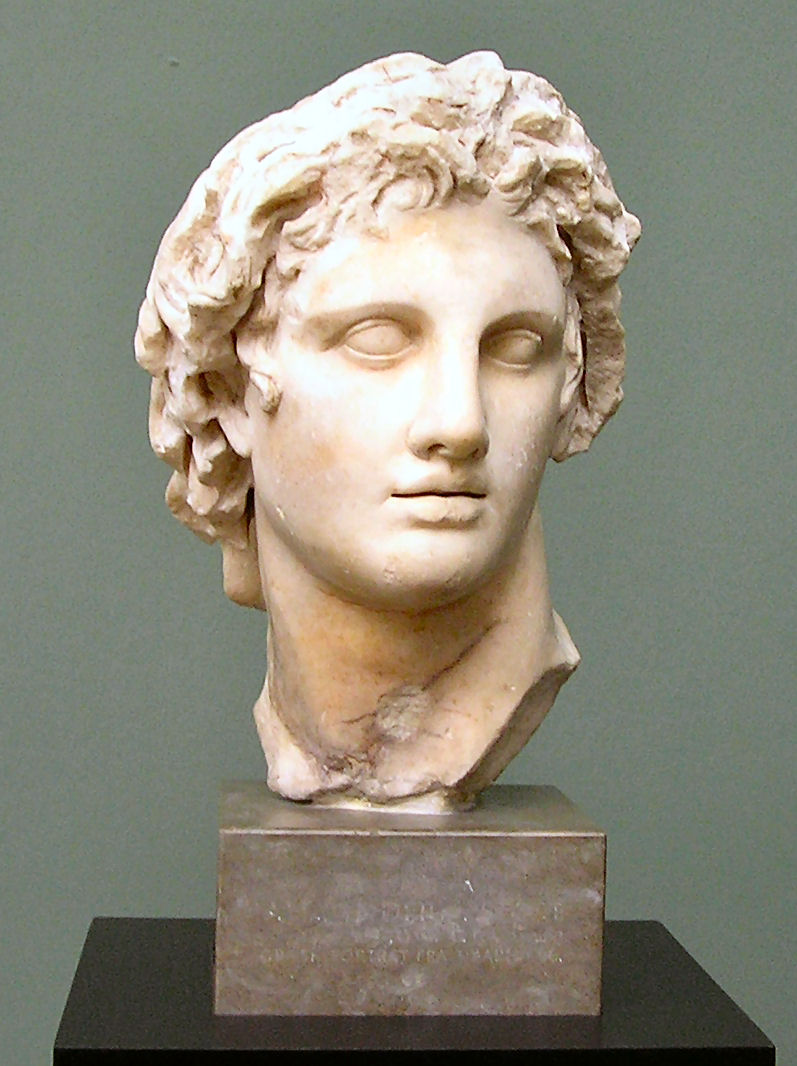
Busto di Alessandro Magno

La testimonianza certamente più importante che rende l'idea del legame intercorso tra i macedoni e il potere, la politica di Siracusa è data dalla notizia di Plutarco il quale informa che il macedone Alessandro, ormai lontano da Babilonia e immerso nelle più lontane terre d'Asia, volle con sé come unico libro storico della civiltà greca le Storie di Filisto, teorico e militare della tirannide siracusana dei Dionisii; notizia che acquista ancor più significato se si mette in correlazione la chiara similitudine tattica militare tra l'assedio dionisiano di Mozia (roccaforte di Cartagine in Sicilia) e il successivo assedio alessandrino di Tiro (madrepatria di Cartagine), architettato molto probabilmente con le notizie contenute nei libri siracusani.
Resta estremamente interessante la presenza di un misterioso personaggio, di presunta origine siracusana, a cui Alessandro Magno avrebbe affidato il compito di convincere i suoi compagni macedoni a venerarlo come un dio: costui, di nome Cleone, viene descritto con disprezzo dallo storico Curzio e contestato da Callistene; fortemente contrario alla proskýnesis (antica usanza d'origine assira, poi divenuta persiana e infine macedone):
(Quinto Curzio Rufo, VIII, 5)
Anche in questo caso va sottolineata l'eloquente similitudine con le abitudini siracusane: la comparazione ad un'entità divina avvenne prima a Siracusa, quando il suo tiranno Dionisio II si autoproclamò «figlio di Apollo»; epiteto che in seguito adotterà il Macedone. E si considerì che lo stesso Alessandro mandò omaggi a polis della Magna Grecia e della Sicilia greca la cui importanza e risonanza era di molto inferiore a quella di Siracusa: a Crotone egli mandò parte del bottino vinto ai Persiani nella battaglia di Gaugamela, mentre a Gela spedì l'Apollo rinvenuto a Tiro, sottratto ai geloi dai Cartaginesi; per cui è quasi impossibile, dato lo stretto contatto culturale dimostrato da Alessandro, che la città di Siracusa, appartenente alla medesima area geografica con ruolo egemonico sulla stessa, rimanesse estranea dai suoi pensieri e dai suoi progetti. La vita di Alessandro venne stroncata prematuramente. Il sovrano macedone nell'anno della sua morte, 323 a.C., stava progettando una grande spedizione transmarina. La sua meta rimase sconosciuta. Dati gli indizi, agli studiosi viene semplice immaginare che egli si stesse preparando ad invadere l'Africa e l'Italia; nel mezzo la contesa Sicilia.
I Cartaginesi erano i principali avversari della grecità occidentale, al pari dei Persiani per la grecità orientale. I Cartaginesi venivano già descritti nelle lettere platoniche e negli autori della seconda metà del IV secolo a.C. come « i più malvagi e i più sanguinari dei barbari ».

### La polis tra oligarchia e lotta per il potere
(Emanuele De Benedictis.)

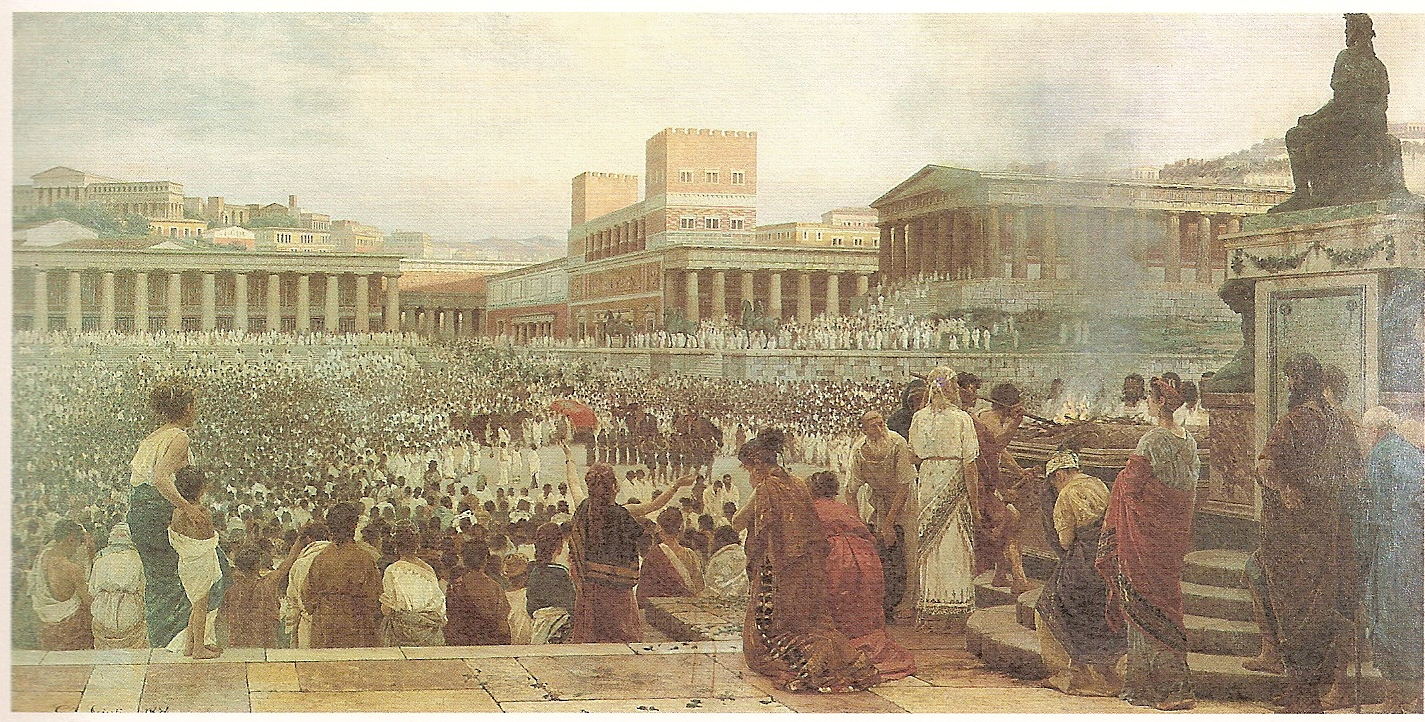
I sontuosi funerali che i siracusani vollero organizzare per Timoleonte; vennero genti da tutta la Sicilia per rendergli omaggio. Dipinto di Giuseppe Sciuti.

Dopo la morte di Timoleonte la repubblica non cessò di esistere, tuttavia si verificarono ripetuti scontri tra i sostenitori della democrazia per il popolo e l'oligarchia, favorevole all'aristocrazia della polis.
Queste lotte trascinarono Siracusa in quella che si potrebbe definire una sorta di guerra civile. I suoi partiti, già da tempo in lotta tra loro, trovarono adesso maniera di manifestare, in maniera violenta, i loro reciproci dissensi che scaturirono in una guerra per stabilire quale partito dovesse ottenere la guida della città.
I due cittadini siracusani più in vista in questo periodo furono Sosistrato ed Eraclide, posti a capo dell'oligarchia guidavano l'esercito. Soccorsero Crotone quando questa chiese loro aiuto contro i Bruzi, ma non furono soli, infatti con loro vi era anche un giovane condottiero, Agatocle, militare dell'esercito siracusano schierato ostinatamente dalla parte democratica, si scontrò più volte contro l'agire di Sosistrato ed Eraclide, che egli accusò come due "aspiranti tiranni". Gli oligarchici allora chiamarono in loro aiuto Corinto, che per risposta mandò un capitano di nome Acestoride, giunto in Sicilia capì che il suo nemico era il comandante dell'ersercito democratico, Agatocle. Così lo fece processare con le accuse di essersi comportato da pirata durante le sue missioni militari e poi, non avendo avuto effetto la prima accusa, cercò di assassinarlo e infine, avendo fallito, lo esiliò. Agatocle si rifugiò nella Sicilia centrale, dove chiese ed ottenne l'aiuto dei Siculi. Nel frattempo in queste lotte tra fazioni vi si intromise anche Cartagine, la quale, chiamata ad intervenire dalla parte siracusana degli oligarchici, accettò subito la richiesta poiché la capitale punica aveva ben più interesse a fare in modo che non vincesse la pericolosa, perché molto accesa, parte democratica siracusana. Quindi i cartaginesi si schierarono apertamente dalla parte di Sosistrato ed Agatocle, ottenuto il favore del popolo, riuscì pure la pace con Amilcare II che, vedendo l'evolversi della situazione, preferì evitare uno scontro che andava direzionandosi verso le sue terre in Sicilia e accettò piuttosto la vittoria dei democratici siracusani.. Agatocle, acquisì i pieni poteri di stratega, si comportò in maniera crudele con i suoi nemici, facendo giustiziare con un processo farsa i senatori e uccidendo parte della popolazione civile. Subito dopo, si narra che Agatocle si mostrò pentito dicendo che egli si comportava così perché voleva liberare la città da coloro che volevano opprimerla. Infine dichiarò che egli voleva solo essere lasciato libero di vivere la sua vita da privato cittadino. Ciò ovviamente non accadrà, Agatocle infatti arriverà ad essere il nuovo tiranno della polis.

Fa notare lo scrittore Pasquale Panvini nella sua descrizione del futuro tiranno: 
(Cav. Pasquale Panvini in Agatocle Tiranno di Siracusa.)

### Agatocle: il primo re di Sicilia
(Polibio)
Agatocle, figlio di un vasaio emigrato da Reggio in Sicilia per lavoro e di una siciliana originaria di Terme (attuale Termini Imerese), si ritrovò a Siracusa perché il padre aderì all'appello fatto da Timoleonte che invitava i cittadini di altre città a venire a vivere nella polis aretusea durante uno dei ripopolamenti che si effettuarono ottenendo quindi la cittadinanza siracusana. Fu così che iniziano le vicende di questo personaggio che la storia ha definito, al pari di Dionisio I, come uno degli uomini più influenti del suo tempo.

Schieratosi inizialmente con i democratici, in virtù delle sue umili origini era propenso a dar più spazio al popolo e a contrastare gli oligarchici, tra questi la dura lotta fu con Sosistrato, capo della fazione aristocratica, già protagonista delle vicende che avevano visto la lotta per il comando dopo la morte di Timoleonte. I due si scontrarono più volte, ma dopo essere stato esiliato, Agotocle ebbe comunque la meglio sul finale; si dichiarò tiranno di Siracusa.

Crudele e ambizioso come Dionisio, sotto la sua guida Siracusa tornò nuovamente a cercare dominio sulle altre terre di Sicilia e d'Italia. Le principali poleis siceliote (Messana, Akragas e Gela) vedendosi quindi assediate, o minacciata la loro indipendenza, fecero un'alleanza con il principe di Sparta, Acrotato, il quale ottenne l'appoggio "ufficioso" e non ufficiale della sua patria. In Italia Acrotato trovò appoggio in Taranto, la quale però dopo aver offerto il suo aiuto per la causa oligarchica, ritirò le sue navi e non mosse contro Siracusa. Acrotato, per via dei suoi modi duri e autoritari perse la fiducia dei suoi seguaci in Agrigento e quindi dovette ritirarsi in patria abbandonando la missione anti-siracusana.

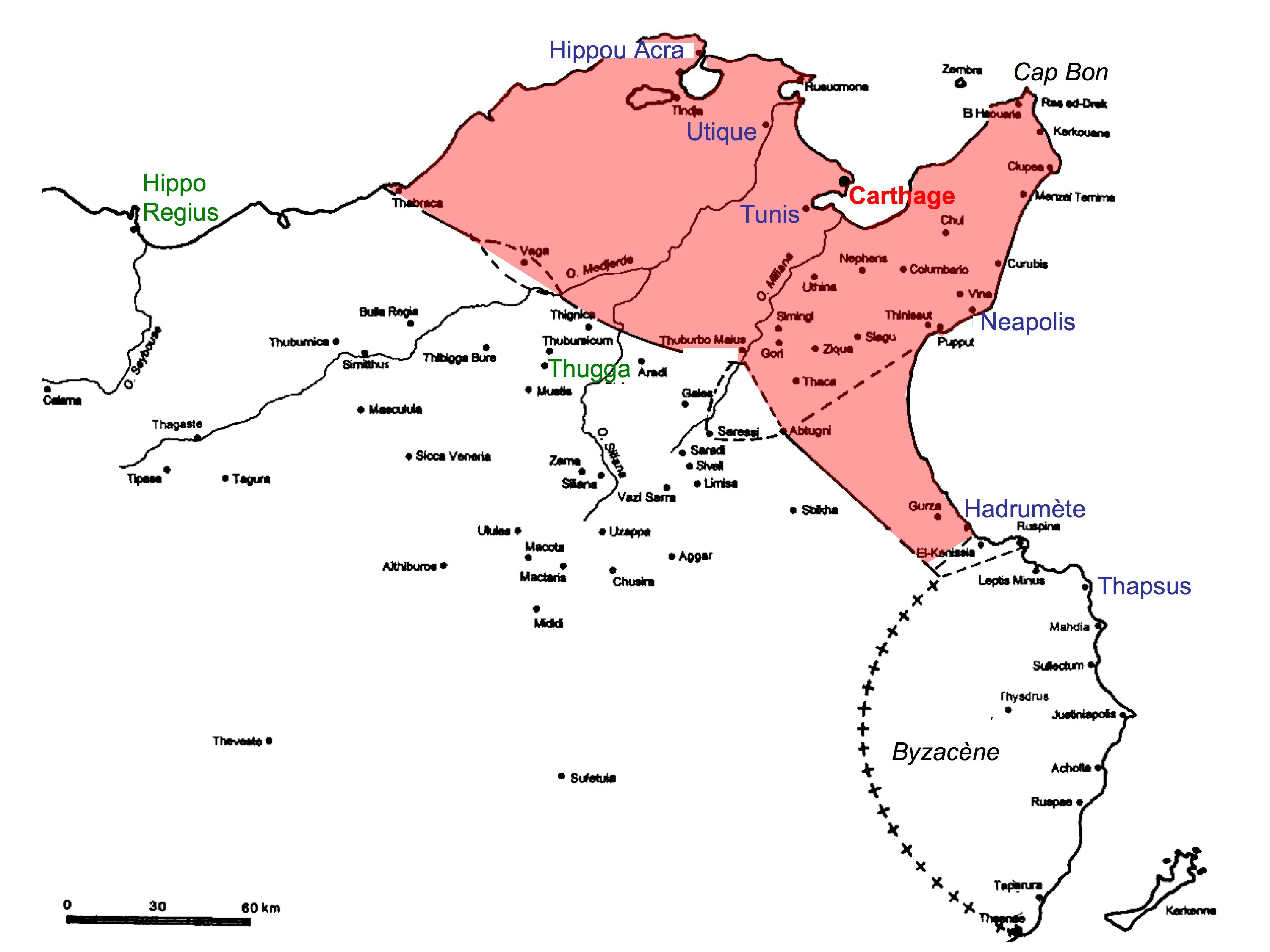
L'espansione di Agatocle in Africa: le città di colore blu sono quelle conquistate dai siracusani. Il colore rosso indica invece il territorio di Cartagine; l'esercito di Syrakousai fu il primo che osò attaccare la capitale punica sotto le sue stesse mura.

Ma la politica conquistatrice che Agatocle diede a Siracusa, mise nuovamente in allarme i cartaginesi che stavolta, stanchi di giocare un ruolo di rimessa o non mostrare chiaramente quale obiettivo finale avessero, decisero di voler fare sul serio con Agatocle e così il Senato di Cartagine scelse un nuovo comandante in capo, Amilcare II, il quale riformò l'esercito punico arruolando un numero imponente di mercenari libici ed etruschi e 2000 soldati cartaginesi scelti, inoltre mise su una flotta di 130 triremi, che sommandosi alle truppe già presenti in Sicilia facevano dei punici la forza in campo più numerosa. I siracusani quindi si ritrovarono a dover affrontare un'ardua sfida che si svolse presso il monte Ecnomo, vicino al fiume dell'Imera. Qui dopo alterne vittorie, Agatocle subì una pesantissima sconfitta nella quale perdettero la vita 7.000 dell'esercito siracusano contro 500 per l'esercito cartaginese. Ma non si arrese e così escogitò una mossa più che audace, ovvero spostare la guerra a Cartagine, attaccare direttamente sulla sua terra la capitale punica.

Una volta giunto in Africa fu artefice di numerose iniziative strategiche che lo resero famoso ai posteri, dandogli l'appellativo di precursore dei due romani che dopo di lui affronteranno i cartaginesi sul suolo punico, Attilio Regolo e Scipione l'Africano. Ma, nonostante le iniziali vittorie, l'esercito siracusano dovrà fare ritorno in Sicilia senza essere riuscito a espugnare la secolare nemica, Cartagine.

Il tempo di Agatocle è fatto anche di conquiste in Italia e nel Mediterraneo. Fu molto astuto adoperando la diplomazia per instaurare legami politici tramite i matrimoni, infatti egli sposò Teossena, la figlia del faraone dell'Egitto ellenistico, Tolomeo I, e diede sua figlia Lenassa in sposa a Pirro, re dell'Epiro.

### Pirro a Siracusa

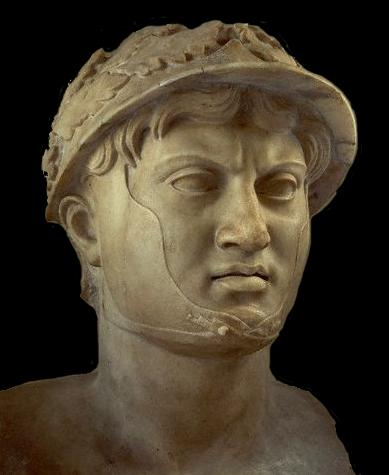
Busto di Pirro, re dell'Epiro e genero di Agatocle.

Agatocle quando morì designò come sue erede il "Popolo di Siracusa", questo comportò la caduta della tirannide e l'inizio di una nuova repubblica, esattamente la quarta che i siracusani instaurarono. Ma la situazione nella polis era tutt'altro che semplice. Vi erano molti personaggi che aspiravano al trono, fra tutti Menone, colui che si dice abbia avvelenato Agatocle a tradimento. Egli aveva cospirato inizialmente con il nipote di Agatocle, Arcagato, che poi aveva ucciso per assicurarsi di essere l'unico prescelto tiranno. Ma i siracusani esiliarono Menone, il quale allora chiese aiuto ai cartaginesi, che, come sempre, erano ben lieti di potersi intromettere nelle questioni politiche siracusane quando la città aretusea era in uno stato di debolezza e quindi cercare di prenderla.

Nel frattempo la situazione interna diveniva sempre più agitata; i mercenari mamertini campani, che in quel periodo risiedevano in gran numero a Siracusa, si offesero perché nessun loro rappresentante era stato invitato a votare l'elezione del nuovo magistrato della polis, quindi, decisero di levarsi in tumulto contro i cittadini aretusei, ma vennero persuasi dai loro propositi e convinti a lasciare Siracusa con tutti i loro beni al seguito.
A reggere il comando in questa caotica situazione fu Iceta di Siracusa, che nel 288 a.C. riuscì a nominarsi nuovo tiranno, quindi la quarta repubblica ebbe breve esistenza. Iceta durante il suo governo dichiarò guerra ad Akragas sconfiggendone il tiranno, Finzia, ma venne esiliato nel 279 a.C. da Tinione, altro tiranno che prese il comando dell'isola di Ortigia, mentre tutto il resto della polis andò in mano a Sosistrato di Agrigento che in questo modo possedeva gran parte della Sicilia orientale fino in territorio agrigentino.
A questo punto però i cartaginesi mostrarono mire conquistatrici verso la polis di Syrakousai, così i due tiranni, davanti al pericolo maggiore, decisero di mettere da parte le ostilità interne e combattere contro il comune nemico. Sapendo che Pirro si trovava in Italia, pensarono di chiamarlo in loro aiuto in Sicilia, contro la potenza cartaginese. Pirro era in quel momento uno dei più forti condottieri che vi fosse in circolazione dunque i siracusani lo ritenevano una giusta guida alla quale affidare la città. Inoltre, particolare di rilievo, Pirro era imparentato con i siracusani, dato che la figlia di Agatocle, Lanassa, aveva sposato l'epirota e i due avevano avuto un figlio di nome Alessandro (che diverrà poi a sua volta re dell'Epiro), il quale si trovava in quei frangenti con il padre in Italia. Nel 278 a.C. quindi i capi della polis aretusea mandarono a Pirro l'ambasciata con la quale gli si chiedeva di intervenire in Sicilia per sconfiggere i cartaginesi, in cambio gli si offriva la corona di Siracusa.
Pirro arrivò in Sicilia, approdò nel porto di Catania, dove trovò grandi ovazioni; stessa calorosa accoglienza ebbe a Siracusa, dove fu eletto capo dell'esercito che avrebbe affrontato i cartaginesi. Durante la sua campagna militare, Pirro, trovò l'appoggio di molte città siceliote. L'epirota, ottenuto il sostegno popolare e militare dell'isola, affrontò e sconfisse in una prima battaglia i cartaginesi, togliendo così l'assedio a Siracusa. Ma Pirro, in seguito, non volle considerare conclusa la sua missione, ed anzi, volendo probabilmente imitare Agatocle, tentò di passare in Africa andando ad attaccare Cartagine sotto le sue mura. Ma il suo tentativo fallì poiché non riuscì ad espugnare la roccaforte punica di Lilibeo, e inoltre gli abitanti di Sicilia, compresi i siracusani, non gradirono la linea autoritaria e ambiziosa che tenne in terra siciliana, quindi gli si mostrarono ostili, fu così che Pirro, non trovando altra soluzione decise di abbandonare la polis di Siracusa e il suo probabile regno nell'isola del Mediterraneo.

### Ierone II e Gelone II
(Charles Rollin in Storia Antica e Romana, volume 9)

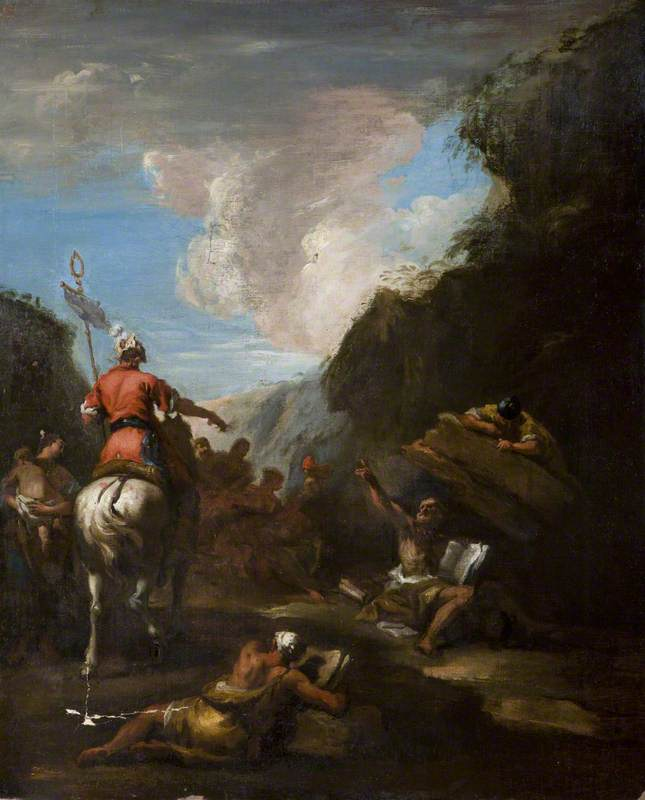
Gerone II chiama al suo servizio il genio matematico Archimede, in un dipinto di Sebastiano Ricci.

Gerone II di Siracusa (o Ierone II), fu figlio di una schiava e di un nobile discendente della famiglia di Gelone, tale Gerocle; la sua storia biografica, narrata poi con una sorta di fiaba-leggenda (tipica dell'epoca poiché mirata ad esaltare le origini mitiche dei regnanti illustri) racconta che il padre, non potendo accettare il figlio di una schiava che rovinava la reputazione della sua nobile stirpe, abbandonò il bambino appena nato, ed il pargolo così sopravvisse perché le api lo nutrirono per diversi giorni; l'oracolo predisse che quel singolare fatto fu un chiaro segno di futura grandezza di quel bambino, quindi il padre lo riprese con sé e lo allevò nel migliore dei modi.

Crebbe con la disciplina militare e divenne uno dei più abili dell'esercito siracusano. Il suo ruolo assume una parte principale quando si intraprendono le lotte contro i Mamertini; essi infatti si erano impossessati di Messina e i siracusani non sopportavano che i mercenari campani andassero per la Sicilia a farsi padroni di nuove terre, così, mentre vi era ancora Pirro in Sicilia che stava combattendo i cartaginesi, Gerone insieme al suo esercito andò a contrastare i mamertini, infliggendo loro una pesante sconfitta. Dopo varie vicissitudini, il popolo di Syrakousai, vendendolo trionfante contro un minaccioso nemico, lo acclamò suo re (anche se alcuni studiosi hanno espresso delle perplessità su una sua eventuale libera acclamazione popolare).

I mamertini però non si erano arresi e chiamarono quindi in loro difesa i Cartaginesi da un lato e dall'altro i Romani, sperando che almeno uno dei due fieri popoli combattenti avesse accettato la loro richiesta di aiuto contro i Siracusani.

Accettarono entrambi, ma non per aiutare i mamertini, bensì per portare avanti le loro mire egemoni sulla Sicilia. È infatti significativo che Cartagine si sia prima schierata contro Siracusa, quando questa voleva conquistare Messina, e poi si sia alleata con Siracusa, quando Roma disse loro che voleva vedere Messina libera dal presidio punico e aretuseo e che dovevano lasciare stare i mamertini lì dove si trovavano.

Ma come fece notare ai romani lo stesso Gerone II, era palese che Roma non avesse in realtà interesse a difendere i mamertini (i quali si erano ingiustamente appropriati di terre non loro) e che quindi non portava onore questo disdicevole fatto alla civiltà latina, piuttosto, sostenne il re siracusano, era evidente che essi cercassero un pretesto per impadronirsi anche della Sicilia.

Discorso riportatoci da Diodoro Siculo, in riferimento all'ambasceria di Roma a Siracusa, dalla quale poi, da lì a poco, si sarebbe visto l'inizio della Prima guerra punica: 
(Diodoro Siculo, Biblioteca storica, Volume 7)
Dunque, in nome di ciò, Gerone II scelse di schierarsi contro Roma e di contrastarli una volta che l'esercito romano sarebbe approdato in Sicilia.

Non è un particolare da sottovalutare questa ostinazione dei siracusani nel non voler permettere ai romani d'impadronirsi dell'isola. Poiché, se davvero Syrakousai non avesse avuto mire conquistatrici, e se davvero non si fosse sentita la responsabilità di dover difendere in un certo qual modo la libertà delle terre siceliote dal dominio esterno, allora non si spiegherebbe perché sia sempre andata a cercare battaglia contro chi mostrava altrettante mire egemoni (siculi, etruschi, cartaginesi, ateniesi, italioti, campani). È più realistico dire invece che la polis siracusana era ben conscia di avere avuto fino a quel momento un ruolo egemone in terra di Sicilia ed ora lo vedeva seriamente posto in pericolo, per questo Gerone II non esitò a mostrarsi immediatamente contrario ad una venuta romana, probabilmente sapeva che quella sarebbe stata la fine dell'egemonia siracusana.

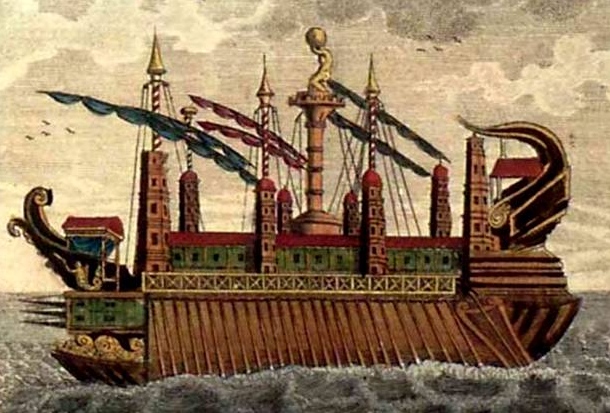
La Siracusia; fu la nave più grande dell'antichità (illustrazione del 1798).

Ma dopo aver provato ad attaccare da solo la potenza di Roma, Gerone II capì che non si poteva sconfiggere un esercito unito e compatto come quello dei romani che ormai poteva contare sull'alleanza di gran parte d'Italia e su una sperimentata forza militare, tra l'altro popolo definito fino ad allora come "guerriero e votato alla conquista". Decise quindi di non esporre Siracusa ad ulteriori pericoli e visto che i romani volevano la pace e non la guerra con i siracusani, egli acconsentì a diventare un loro alleato e, da inizialmente ostile, divenne invece colui che salvò diverse volte la vita all'esercito romano impegnato nelle terre di Sicilia durante la prima guerra punica. Rifornì i soldati di cereali, diede loro riparo nella polis aretusea quando questi subirono le prime pesanti sconfitte contro Cartagine e infine fu per questo da Roma ricompensato, quando, terminata dopo molti anni la prima guerra tra punici e romani, questi fecero partecipare Gerone II alle trattative di pace, riuscendo ad ottenere per Siracusa condizioni favorevoli. Ma Gerone non aiutò solo i romani, egli infatti essendo fine stratega aveva ben chiari quali dovevano essere gli equilibri siciliani per far sì che Roma non arrivasse a minacciare anche Siracusa, quindi si rese conto che Cartagine non doveva perdere del tutto la sua forza in Sicilia, motivo per il quale, quando i cartaginesi in serie difficoltà, chiesero aiuto a Gerone II, egli acconsentì a mandare alla capitale punica rinforzi di uomini e viveri dei quali avevano necessità.

Effettivamente, una volta deciso di non contrastare i romani, la politica di Siracusa divenne assennata, quasi democratica, molto elastica. Roma ovviamente aveva preteso che Gerone II rinunciasse al titolo di Re di Sicilia, così il regno dei siracusani adesso comprendeva solamente il lato sud-orientale dell'isola mediterranea, eppure questa condizione di una sorta di "regno dentro ad un altro regno" giovò molto ai siracusani, i quali assaporarono, forse per la prima volta, un clima di pace interna alle mura della loro città, dato che il loro sovrano aveva rinunciato ad ogni mira di conquista ed anzi, era diventato per gli altri popoli, compresi quelli siciliani, un alleato fedele per la pace. Essendo che il regno di Siracusa stava molto bene economicamente, egli mandava aiuti alle città che richiedevano il suo supporto; si recò in visita anche a Roma dove fu ben accolto; promosse nuove leggi e nuovi studi sull'agricoltura, facendo la rinomata Lex Hieronica. Non di meno si valse del genio di Archimede, al quale affidò il compito di fortificare tutte le difese della polis, probabilmente in previsione di un, seppur lontano, attacco. E fu lo stesso Archimede a progettare la nave Siracusia, da donare da parte del popolo di Syrakousai al sovrano Tolomeo III di Egitto; nave in seguito rinominata Alessandrina, fu la più vasta dell'antichità. Insomma, sotto il regno di Gerone II, Siracusa visse oltre cinquant'anni di pace. Con Gelone II, figlio di Gerone II, invece le cose iniziarono a mutare; egli saputo della pesantissima sconfitta che i romani avevano subito a Canne, iniziò a intravedere nella debolezza di Roma una speranza, e un bramare, di riconquistare l'intera Sicilia. Fu il ricominciare di un sentimento ostile verso i nuovi conquistatori latini. Ma i suoi preparativi, di una probabile guerra, furono interrotti dalla sua improvvisa morte, alcuni dicono che fu suo padre Gerone II ad ucciderlo capendo le intenzioni bellicose e pericolose del figlio. Ma comunque, dopo Gelone II morì anche Gerone II, questi molto rimpianto dai popoli poiché aveva saputo mantenere per un lungo periodo un clima di pace, guastato ovviamente dal susseguirsi di guerre.

### Geronimo
Alla morte di Ierone II succede il giovane Geronimo, figlio di Gelone II e di Nereide (figlia di Pirro), egli aveva poco meno di quindici anni quando salì sul trono di Siracusa, e fu forse la sua giovane età che impedì al nuovo sovrano di capire la delicata situazione politica che si era formata attorno al suo regno. Egli infatti, spinto anche da molti pareri contrastanti a lui vicini, decise di rompere la pace con i Romani. Iniziò a preparare una guerra contro Roma, ma non poté guidarne l'attacco poiché fu vittima dei complotti di corte che dividevano la polis tra il partito pro-romani e tra il partito di quelli che invece volevano cacciare Roma dalla Sicilia.
Sulla vita privata di questo re, che poi risultò essere l'ultimo vero erede dinastico dei sovrani aretusei, non sappiamo molto; sappiamo solo che egli sposò una donna che si dice lo influenzò negativamente, alcune fonti storiche la definirono una cortigiana. Il suo modo di vivere il potere e la ricchezza si dice fosse dissennato e che non rese onore invece al più moderato e saggio regno di Gerone II, suo nonno. Il giovane fu comunque circondato da uomini che ambivano al potere come Adranodoro, il quale infatti riuscirà a divenire tiranno della polis.

### Tra Cartagine e Roma
Da questo momento inizia per Siracusa una sorta di guerra civile tra le sue mura per decidere a chi affidare la polis. Intanto vi erano i tumulti scatenati dal terribile modo in cui gli oppositori della monarchia avevano trattato gli ultimi eredi legittimi alla corona di Siracusa: ne avevano ucciso le mogli e i figli senza dar loro la possibilità di esilio ad Alessandria d'Egitto. Fu l'avido Adranodoro, che, volendo prendere il posto di comandante unico in Siracusa, fomentò i sentimenti anti-tirannici dei siracusani, decretando la fine della generazione di Gerone II, ultima a regnare nella polis aretusea. La cosa più triste fu che le principesse e i loro figli vennero uccisi senza aspettare l'arrivo, giunto troppo tardi, che decretava la volontà del popolo siracusano di voler salvare la vita di quei discendenti. Quindi, la crudele esecuzione, portò in ira il popolo che senza aspettare pentimento o dubbio alcuno, tolse il poetere ad Adranodoro e vennero eletti, in tutta fretta, i due generali Ippocrate ed Epicide. Questi erano due fratelli di padre siracusano e madre cartaginese, furono esiliati al tempo di Agatocle, ed ora si trovavano nella polis perché mandati lì come ambasciatori di Cartagine da parte di Annibale Barca, detto anche Annibale il Grande. Ma come Cartagine aveva estremo interesse nel portare Siracusa dalla sua parte, anche Roma aveva estremo interesse affinché i siracusani non stringessero alleanza con i cartaginesi; poiché un'alleanza Cartagine-Siracusa avrebbe significato per i romani una continua minaccia al loro nuovo conquistato regno di Sicilia. Per questo motivo, Roma aveva già inviato due volte ambascerie nella polis aretusea per chiedere la cacciata dei due generali filo-cartaginesi e chiedere a chi reggeva in quel momento la politica siracusana, di riprendere i trattati di amicizia con i romani. Ma la situazione non era semplice in una vasta città come Siracusa, nella quale si alternavano sentimenti anti-romani e voglia di libertà. Infatti, venne impedito al militare e futuro console Appio Claudio Pulcro di entrare al porto con le navi romane, anche solo per parlare al popolo e perorare la causa dei romani. Alla fine, dopo molti avvenimenti concitati, prevalse in Siracusa il partito filo-cartaginese e dunque venne dichiarata guerra a Roma nel bel mezzo della seconda guerra punica. 
Significativa fu la frase che disse Apollonide, uno dei principali senatori della polis:
(Charles Rollin su Apollonide, Storia antica e romana)

### Un Genio alla difesa di Siracusa

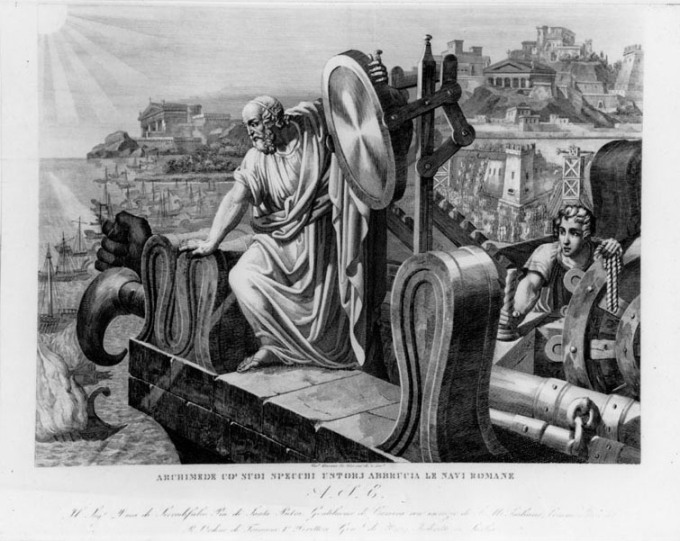
Archimede difende Siracusa con i suoi specchi ustori.

Se vi è stato un uomo, in tutta la storia di Roma, che potesse dire, a ben ragione, di avere "strapazzato" per bene l'esercito romano, questo fu proprio Archimede. Il genio matematico siracusano che fece disperare, nel vero senso della parola, il console Marco Claudio Marcello e le poderose legioni romane.

Riporta lo storico Rollin le parole del console romano in quella situazione: 
(Marco Claudio Marcello, tratto da Rollin in Storia Antica e Romana, volume 9)
Da qui si può notare l'esasperazione del console romano e del suo esercito dopo oltre due anni di assalti falliti, infatti egli continua dicendo:
(Marco Claudio Marcello, tratto da Rollin in Storia Antica e Romana, volume 9)
Archimede scagliò contro i romani la qualunque: macchine da guerra; mani ferree; catapulte, e molto altro fino ad arrivare al punto di terrorizzare i romani posti sotto le mura e quindi sotto la difesa siracusana organizzata e capitanata dal celebre inventore aretuseo.

### La tregua e il tradimento
Il console Marcello, avendo capito che con le macchine di Archimede non poteva creare una breccia nelle mura di Siracusa, decise allora di cambiare strategia e di prendere la città per fame, aspettando che la sua numerosa popolazione all'interno sentisse la necessità di uscire fuori per procurarsi i viveri alimentari.

Ma, i romani non avevano calcolato che Siracusa disponeva dell'alleanza dei cartaginesi che la rifornivano di cibo. I piani dei romani andarono talmente disattesi che gli storici ci narrano addirittura di un tentativo di resa da parte di Caludio Marcello: 
(Rollin in Storia Antica e Romana, volume 9)
Infatti i romani, vedendo che la situazione si era messa loro sfavorevole, decisero di giocare d'astuzia e cercare di entrare segretamente, tramite complici siracusani, all'interno della polis. Ma i loro piani svanirono poiché una prima congiura venne scoperta da Epicide e quindi annullata.
(Rollin in Storia Antica e Romana, volume 9)
E l'evento fortuito per i romani fu che catturarono un ambasciatore che i siracusani stavano mandando con richiesta d'aiuto a Filippo re di Macedonia; avendo colto l'importanza di quell'emissario, i romani riuscirono ad ottenere un incontro con i siracusani, per riscattare il prigioniero. In questa occasione, un soldato romano notò che le mura sulle quali furono portati non erano troppo alte e, avendone calcolato con lo sguardo tutte le misure, suggerì al generale di scalare quelle mura con delle scale di medie dimensioni, quando i siracusani si fossero distratti. Tramite l'informazione data ai romani da un traditore siracusano, questi vennero a sapere di una ricorrenza religiosa dedicata alla dea Diana; durante questa festa i siracusani bevvero e mangiarono, cadendo quindi in un sonno profondo. I romani allora approfittarono di quello stato di distrazione della polis per attaccarla di notte, quando la maggior parte della popolazione stava dormendo. Riuscirono ad entrare e presero a poco a poco quasi tutte le città-quartiere di Syrakousai. Seguirono altri otto mesi di assedio, durante i quali i siracusani si rifugiarono ad Acradina e Ortigia, le due città non prese e provviste di altre mure interne. Alla fine però, tramite il tradimento di Merico, comandante spagnolo risiedente nella polis aretusea, i romani riuscirono ad avere in loro controllo l'intera vasta polis siciliana.

### La Caduta

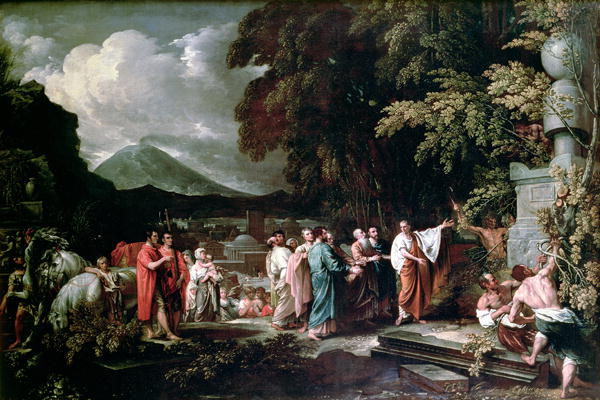
La scena di Cicerone che scopre la tomba di Archimede. Quadro di Benjamin West.

All'alba Marco Claudio Marcello finse di assalire l'Acradina, portando quindi tutto l'esercito siracusano rimasto in quella direzione, invece egli, con i romani, entrarono in Ortigia; con questa ultima astuzia strategica Siracusa cadde totalmente in mani romane.

Era l'anno 212 a.C. quando la polis, definita la più bella e la più grande tra le città greche, cadde per la sua prima volta, conquistata ed espugnata dai vincitori.

L'eccidio che ne seguì fu terribile. Molti storici si dividono su questo punto; alcuni sostengono che i romani rispettarono i siracusani e non fecero loro del male, eccetto a quelli che gli si misero contro; altri invece sostengono che si lasciarono andare al saccheggio e alla violenza, stanchi dopo quasi tre anni di assedio, quindi con la volontà di far pagare ai siracusani la loro ostinata resistenza.

Stando alle parole di Marcello, riportateci dagli storici, egli si dice che pianse nel vedere la bella città saccheggiata. Marcello, subito dopo la presa disse ai siracusani: 
(Marco Claudio Marcello, tratto da Rollin in Storia Antica e Romana, volume 9.)
A parte i relativi rimpianti, non si può tacere il fatto che in fondo Roma ambisse a Siracusa già da diverso tempo, forse già dall'inizio della prima guerra punica; quando ci fu quel primo screzio con Gerone II, e se fu vero che comunque i romani cercarono con i siracusani più volte la pace, è però anche vero che i siracusani stessi a loro volta ambissero a cacciare Roma dalle terre di Sicilia, poiché i due generali Ippocrate ed Epicide furono eletti a furor di popolo proprio per fare la guerra contro i romani conquistatori.

Detto ciò, la vittima più illustre di questa guerra storica fu Archimede, il quale cadde per mano di un soldato romano, mentre egli era intento in uno dei suoi disegni e non si era accorto dei tumulti che vi erano nella polis. Marcello ne fu profondamente addolorato, di questa morte di un simile genio, e fece costruire in sua memoria una tomba con i due simboli richiesti da Archimede nel suo testamento: un cilindro ed una sfera. Dopodiché abbandonò Siracusa e si riempì di ovazione a Roma.

Dunque la strenua difesa di Archimede e delle sue invenzioni non riuscì a salvare alla fine la città dal tradimento di pochi cittadini, che ne permisero la caduta.
La conquista di Siracusa segnò per sempre la storia dell'arte antica. Il primo vero contatto con l'arte greca avvenne proprio con la conquista di una delle più importanti città ellenistiche. Tito Livio infatti scrive in merito alla conquista della città che «fu l’inizio dell’ammirazione per le opere d’arte dei greci» (XXV,40, 1-2). Plutarco aggiunge che il console Marcello «portò via da Siracusa la massima parte e le più belle opere d’arte per lo spettacolo del suo trionfo e l’ornamento della città. Roma infatti non possedeva ne conosceva prima di allora nessuno di quegli oggetti di lusso e raffinatezza.» (Vita di Marcello, 21).

## Società
La società siracusana dell'epoca, intesa come insieme sociologico che ne componeva la realtà quotidiana, ci è stata descritta, ed è quindi divenuta intuibile, da molti scrittori sia nazionali che esteri che in diverse epoche, trattando i testi storici di Syrakousai, si sono potuti fare un pensiero sul carattere principale della polis: 
(Charles Rollin in Storia Antica e Romana, volume 9)

Inoltre, lo stesso autore, Rollin, si interroga per capire da cosa possa dipendere questa singolare rapidità nel cambiare spesso assetto giuridico e quindi sociale, ed egli vi trova la seguente spiegazione: 
(Charles Rollin in Storia Antica e Romana, volume 9)
Notare dunque che gli storici analizzando le fasi politiche e giuridiche della polis, vi trovano spiegazione del loro assetto nel carattere sociale dei siracusani che viene qui definito "leggero" e "incostante".

Ma gli storici sono altresì convinti che la instabilità siracusana sia comunque derivata dalla forma di governo che la polis ebbe: repubblica, poi tirannide, poi nuovamente repubblica e poi ancora tirannide.

Vi si alternarono anche momenti di instabilità politica durante i quali Syrakousai, e quindi i suoi abitanti, si trovarono in mezzo a guerre civili perché non si riusciva a trovare un accordo politico tra le rispettive parti le quali volevano prevalere l'una sull'altra. Quindi, come notano gli studiosi, i siracusani si abbandonavano spesso alle tirannidi, in modo da avere una sola guida e placare così la situazione politico-sociale. Ma è complicato anche spiegare cosa questo significasse per il popolo e le conseguenze che comportava.

Ad esempio tiranni come Dionisio I di Siracusa e Agatocle, oltre al perenne stato di guerra, avevano però portato alla polis anche un grande commercio, dunque una grande ricchezza economica, derivata più che altro dalla vasta area controllata o influenzata sotto il nome di Siracusa.

Scrive infatti a tal proposito Charles Rollin: 
(Storia Antica e Romana, volume 9)

### Il matrimonio nobiliare a Siracusa
La vita della donna, si basava dunque sul matrimonio e vi erano molte tradizioni da rispettare che si compivano durante il rito pre-matrimoniale.

Ma puntando invece l'attenzione sulla società aristocratica siracusana possiamo avere un quadro ideologico, rispetto al matrimonio nobiliare, dalle consuetudini che Diniosio I introdusse nella polis:

Dionisio fece riprendere nella polis una pratica ormai non in uso da diverso tempo nel mondo ellenico; ovvero quello di sposare due donne contemporaneamente (Plutarco sostiene che le sposò addirittura lo stesso giorno). Con tale doppio matrimonio con due nobildonne, Dionisio, uomo molto scaltro, voleva assicurare l'eredità del proprio (elevato) patrimonio nelle mani di una cerchia ristretta che non dovesse uscire dal legame di parentela che egli stesso decideva di comporre. In questo suo gioco da statista, le donne ebbero un ruolo fondamentale, poiché le mogli, e le figlie femmine che lui dava in spose, gli garantivano dei legami politici importantissimi con gli aristocratici di altri regni, legandoli a sé. Inoltre facendo sposare le donne della sua famiglia con stretta parentela nobiliare (zio, cognato, cugino) si garantiva il mantenimento dei propri beni lontani dal comune popolo e quindi lontani dal rischio di essere sperperati. Una nota importante a tal proposito è il fatto che Dionisio, forse inconsapevolmente, rappresentò l'inizio di quella pratica matrimoniale che prevedeva il legame dei regnanti solamente tra di essi, per conservare il sangue reale delle varie monarchie (una prassi che si vedrà molto spesso nell'epoca dell'Europa monarchica).

### L'aristocrazia e il popolo
Dei primi anni seguenti alla fondazione di Siracusa, non si sa quasi niente. La storia, dettagliata, numerata e ricca di particolari e avvenimenti, inizia da quando si insedia nella polis il primo tiranno Gelone, nel 485 avanti Cristo. Eppure, già prima di quella data, l'assetto sociale di Siracusa doveva aver preso una sua ben distinta configurazione. Infatti si accenna spesso ai Gamoroi e Killichirioi; due classi sociali distinte, la prima composta da proprietari terrieri e nobili e la seconda composta dal popolo che si sentiva oppresso dalla politica e atteggiamento mantenuto dai primi.

Dunque si ha un quadro generale della società che componeva la polis prima dell'avvio della tirannide. Vi era una repubblica, poi con Gelone iniziò un alternarsi di potere assoluto e democrazia, ma quest'ultima a Siracusa fu quasi sempre accompagnata dall'oligarchia. E proprio l'oligarchia dà la chiave per leggere la società siracusana che si mostrava divisa, e talvolta conflittuale, tra le genti economicamente benestanti, con titolo nobiliare e le genti invece comuni, senza titoli aristocratici o grandi fortune in denaro.

Ovviamente il fatto che nei momenti di repubblica comandasse sempre e solo una certa classe facoltosa che doveva decidere le sorti di migliaia e migliaia di persone, sfociava inevitabilmente in conflitti sociali durante i quali il comune popolo, stanco di non essere ascoltato e ignorato nel suo volere, finiva col rovesciare sistematicamente le alte cariche della polis.

Significativo è poi il fatto che molto spesso il tiranno, pur venendo da una classe sociale aristocratica, avesse nei suoi movimenti tutto il furore del popolo e la sua acclamazione. Dionisio I di Siracusa, aveva un posto di rispetto nell'esercito siracusano, stava bene economicamente, eppure nella sua scalata al potere si dichiarò contro l'oligarchia, sostenendo la tesi del popolo che in essa vedeva solo indifferenza e lusso, ma la storia ha poi mostrato da sé come Dionisio ambisse alla conquista dell'affetto del popolo per poi governarlo a suo modo e facendo ampia mostra della ricchezza della sua corte, vivendo nel lusso e facendovi vivere anche le persone che lo circondavano.

#### Gli usi e i costumi
Abbiamo visto come per una donna, la classe sociale a cui apparteneva determinava quasi totalmente il suo futuro di adulta: ricamo e rigidità se era nobile; lavoro e a volte umiliazioni se era povera. Per l'uomo la questione era diversa; un siracusano ricco non doveva stare in casa, egli doveva partecipare agli avvenimenti importanti della polis per portare onore a sé stesso e alla sua famiglia. Inoltre il suo stato sociale lo mostrava nell'esercito militare, poiché più erano benestanti e più la loro armatura era riccamente rifinita. Vi è un aneddoto risalente alla guerra del Peloponneso che dà ben intendere come funzionassero le cariche sociali all'interno della polis aretusea: si narra che Gilippo, il comandante spartano che guidò i siracusani durante l'attacco di Atene, quando giunse all'agorà di Siracusa passò in rassegna l'esercito e vendendone le massime cariche rivestite di sontuose armature in bronzo, li fece spogliare e fece fondere tutto l'armamento dei nobili dicendo loro che con il fuso che se ne sarebbe ricavato tutti gli uomini dell'esercito, compresi i più umili, avrebbero potuto disporre di una corazza per poter combattere. Quindi in un certo qual modo eliminò quella divisione che vi era tra ricchi e gente comune anche in stato di guerra e di necessità.

Anche la cavalleria (hippikon), specialmente all'inizio dell'età classica, era un corpo dell'esercito riservato agli aristocratici, dato che era costoso poter acquistare e mantenere un cavallo. Altro segno di nobiltà nella società consisteva nella politica: i ruoli più alti, come i senatori, erano ricoperti da persone facoltose, economicamente ricche.

I siracusani di stato popolare erano rappresentati invece dagli artigiani, agricoltori, falegnami, mercanti; essi componevano la nuova classe operaia e lavorativa, che si fece sempre più strada fino di arrivare al punto da mettere in crisi la vecchia classe aristocratica. Si pensa infatti che furono essi il motivo dell'instaurazione della tirannide, poiché molti di loro ambivano, per l'importanza del loro mestiere, a ricoprire ruoli sempre più alti e in conclusione finivano col destabilizzare e cacciare l'antico sistema oligarchico (il governo dei pochi), facendo largo a nuovi personaggi che spesso poi prendevano il potere e si incoronavano tiranni della pollis. Anche il siracusano povero, o di ceto medio, doveva far parte dell'esercito. Egli, come visto precedentemente, non poteva disporre di una corazza riccamente lavorata come i nobili siracusani, però ne dovevano comunque avere una. Se un siracusano era troppo povero per potersi comprare anche un'armatura di basso costo, allora egli veniva preso come rematore per le navi (usanza questa dell'esercito antico greco).
La cultura e lo stile siracusano e del resto della Sicilia greca ebbe un'importante influenza su Roma che sin la V secolo a.C. acquisì diverse parole relative ai pesi e alle misure, alle monete, alle contrattazioni private a carattere giuridico e persino ai giochi.

### La schiavitù
A Siracusa, come nell'antica Grecia, era consuetudine avere degli schiavi nella società. Solamente le famiglie più povere non possedevano uno schiavo. Tutto il resto della cittadinanza deteneva lavoratori definiti schiavi domestici poiché si occupavano della vita familiare del loro padrone cittadino. Essi potevano svolgere qualunque tipo di attività, eccetto la politica che invece era priorità e diritto esclusivo dell'abitante con la cittadinanza. Le schiave donne si occupavano della casa e dell'allevamento dei figli. Gli schiavi uomini invece si occupavano dei lavori del padrone quando questi era fuori oppure lo seguivano nei suoi viaggi, inoltre in caso di guerra dovevano servire la polis come Oplita nell'esercito. Abbiamo visto durante la storia di Syrakousai come infatti fosse abitudine dei vari tiranni aretusei far divenire parti delle popolazioni che conquistavano schiavi da condurre poi in territorio siracusano.

## Cultura e religione

### Lo sport nell'antica Siracusa

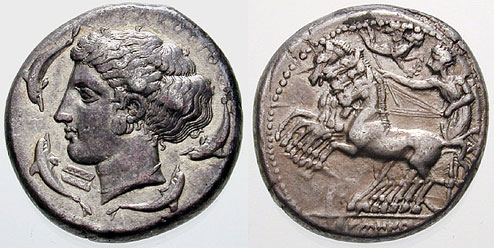
Un tetradramma siracusano raffigurante Aretusa sul dritto e la Nike con la quadriga sul rovescio.

L'antica Siracusa dava grande importanza allo sport. Nel mondo classico i giochi che si svolgevano ad Olimpia erano i più importanti. Siracusa vi partecipò diverse volte; i casi più celebri sono quelli che vedono vittoriosi i regnanti della polis, come Gerone I che ebbe tre vittorie olimpiche nella disciplina della quadriga: nel 476, 472 e 468 a.C. e tre nei giochi pitici nel 482, 478 e 470 a.C. . Ed è da notare come la monetazione siracusana seguisse le vittorie sportive dei personaggi influenti della polis, dando loro grandi celebrazioni, infatti un esempio è lo diede Gelone I che nel 488 vinse la gara ippica alle olimpiadi e quando divenne tiranno di Siracusa fece coniare in tutto il suo territorio dei tetradrammi con l'aggiunta di una Nike che incorona il corridore sulla quadriga, si pensa in memoria di quella sua vittoria sportiva. Inoltre le numerose odi poetiche che si dedicavano ai vincitori, specialmente se questi erano di nobile rango, Gerone I di Siracusa ne è un esempio: egli ricevette le lodi di Pindaro, celebre poeta greco e di altri validi poeti dell'epoca come Simonide, Bacchilide e il celebre drammaturgo Eschilo. Non a torto è infatti stato sottolineato come la vittoria dei giochi sportivi avesse, soprattutto per le personalità influenti, un significato politico più che di pura sportività; poiché vincere significava dimostrare al resto dei greci che quella persona era adatta al comando e ai grandi compiti. Dionigi I di Siracusa, ad esempio dimostrò come ciò fosse vero quando, si dice, dopo aver fatto una brutta figura ai giochi (va ricordato che nel 388 i versi cantati del tiranno vennero disprezzati pubblicamente ad Olimpia) per non rovinare il suo progetto sociopolitico, chiese, senza ottenere successo, al padre di un atleta di dire che suo figlio, vincitore di pugilato, fosse siracusano, in maniera da portare onore e quindi riscatto nel contesto olimpionico. Ma a parte le partecipazioni dei personaggi influenti siracusani, vi furono anche molti atleti comuni della polis che ebbero onorate vittorie: Lygdamis, siracusano che vinse la disciplina del pancrazio (pan = tutto, kratos = forza) alla 33ª Olimpiade (648 a.C.), si trattava di una disciplina sportiva molto violenta e pericolosa, a Lygdamis vennero dedicati i seguenti versi: 
(Concetto Scandurra in Siracusa negli agoni classici)

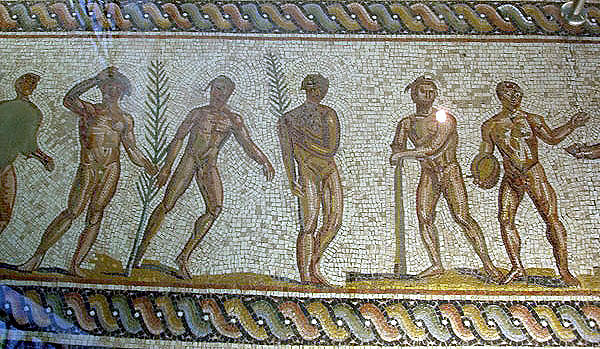
Antico mosaico di Olimpia descrivente scene di sport, già all'epoca molto praticato nella polis di Syrakousai.

Poi vi fu il particolare caso di Astilo, che nel 488 a.C., 73ª olimpiade, trionfò nello Stadion, disciplina di corsa a piedi di circa 193 metri e nel diaulo, disciplina della corsa doppia; egli potrebbe definirsi uno dei primi casi della storia di oriundo o naturalizzazione sportiva, poiché egli era cittadino di Crotone, e avendo scelto di prendere la cittadinanza siracusana, preferì gareggiare nel nome di Siracusa, sua attuale patria. Tale scelta, che sia stata di convenienza o di vera affezione, provocò l'ira dei crotoniani che, per dispetto, distrussero la statua che precedentemente gli avevano dedicato e adibirono la sua casa in Calabria a mo' di prigione.

Altro atleta siracusano vincitore fu Hagesias che vinse nella 78ª olimpiade, 468 a.C., la corsa coi muli, e si meritò le odi di Pindaro ne eternò nella sua VI ode olimpica.

Hyperbios, conquistò la vittoria nella 90ª olimpiade, 420 a.C. e poi vi fu Dicone, atleta originario di Caulonia ma abitante di Siracusa in quanto in quel tempo, la polis calabra era stata annessa alla polis aretusea, e quindi è forse il caso di un altro cittadino naturalizzato, che comunque portò lustro ai siracusani in quanto vinse tre gare nella 99ª olimpiade, 384 a.C., altre tre volte nei giochi istmici, quattro nei giochi nemei e cinque nei giochi pitici. Ad Olimpia in suo onore vennereo erette tre statue. Inoltre vanno menzionati Zopiro, vincitore nello e nello stadion e nel diaulo alla 140ª olimpiade, 220 a.C., ed infine il siracusano Orthon, vincitore anch'egli nello stadion alla 158ª olimpiade, 148 a.C.

Vanno citate anche delle celebrazioni sportive interne siracusane, intitolate "Feste Assinarie", istituite dopo la vittoria della polis aretusea su Atene, durante il tentativo di conquista da parte degli attici nel contesto della guerra del Peloponneso, nel 413 a.C., quando l'esercito siracusano-spartano sbaragliò quello ateniese lungo le rive del fiume siciliano Assinaro. Durante queste feste si organizzavano degli Agoni sportivi per rendere onore ai caduti della battaglia.

### La cucina della polis
(Domenico Scinà su Siracusa. Storia letteraria di Sicilia ne’ tempi greci)

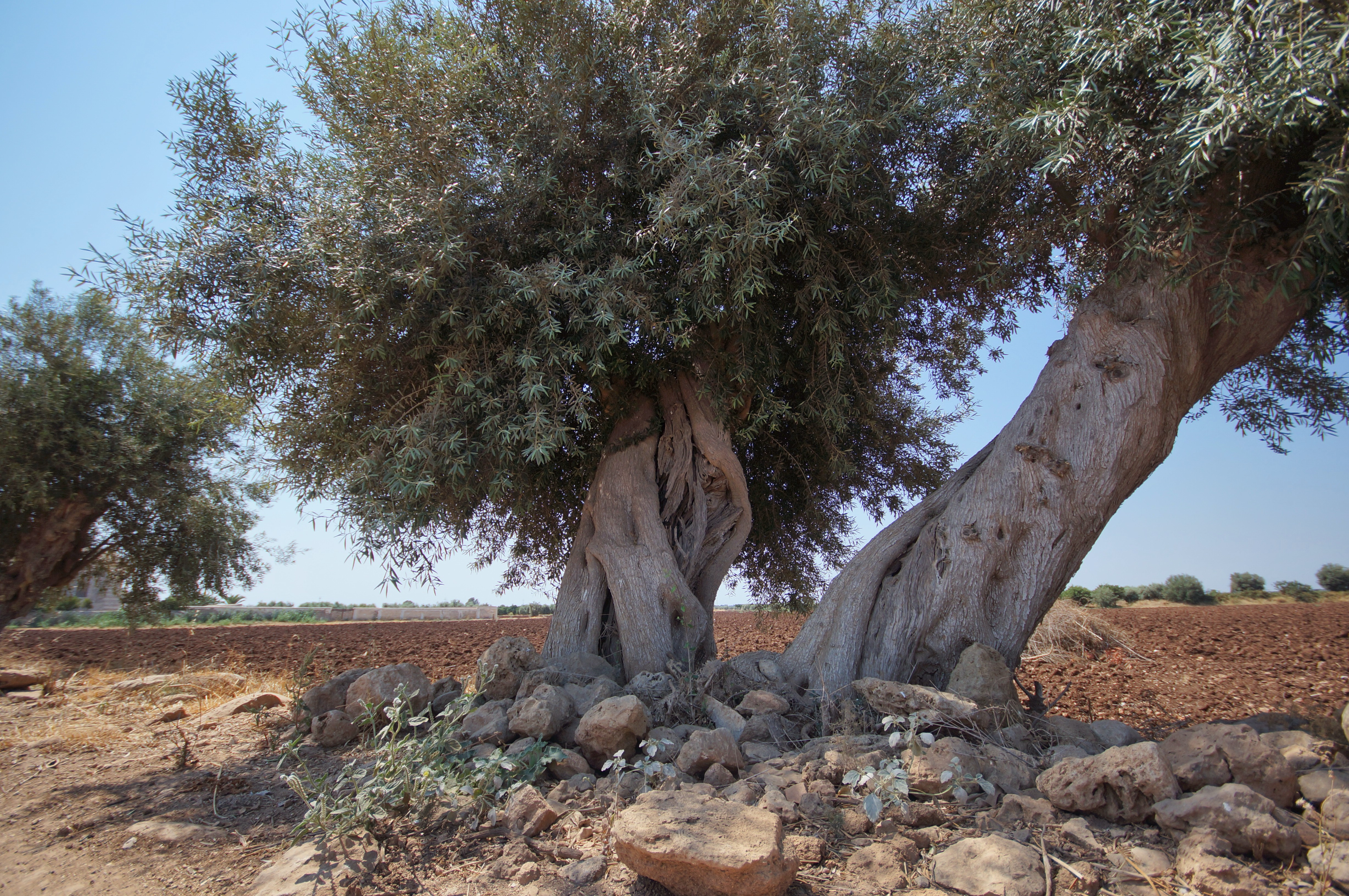
Alberi secolari d'ulivo nei dintorni di Siracusa

La cucina siracusana divenne nota fin dai tempi greci; qui si mescolarono sapori e aromi e noti divennero le raffinatezze dei suoi piatti, così come ci narrano gli studiosi che si sono documentati sulle sue tradizioni culinarie.
Con tutto questo cucinare non è difficile dunque dedurre che vi furono grandi nomi di cuochi ed esperti di cucina nella polis siracusana:
- Labdaco di Siracusa; cuoco, fondatore e insegnante della prima scuola di cucina

(Domenico Scinà su Labdaco di Siracusa)
- Terpsione di Siracusa; cuoco, accademico, fu il fondatore di una rinomata accademia nella polis aretusea

- Miteco Siculo; cuoco e scrittore di cucina

(Domenico Scinà su Miteco Siculo)
- Epeneto[78]; siracusano, scrittore del libro di cucina: Sulle carni salate
- Eracleide (Erakleidos)[78]; scrittore del libro di cucina: Arte culinaria

### Religione nell'antica Siracusa
La religione nella polis siracusana era pertinente a quella della Grecia continentale; i più presenti furono il culto di Apollo; va ricordato che sorse in questa città il primo tempio religioso di Sicilia dedicato a questo dio; poi vi era Artemide, considerata la dea protettrice dei siracusani, e Zeus, il padre degli dei, molto importante per il mondo greco. Va inoltre ricordato che la polis aretusea usava, come da tradizione dell'epoca, fare sacrifici di animali per onorare gli dei e feste pagane nelle ricorrenze religiose; come ad esempio la già citata festa di Diana, che costò ai siracusani la caduta della polis in mano a Roma, poiché vennero inibiti dal troppo bere, altra usanza, questa del vino, che si usava durante i festeggiamenti per le divinità dell'Olimpo.

### Architettura

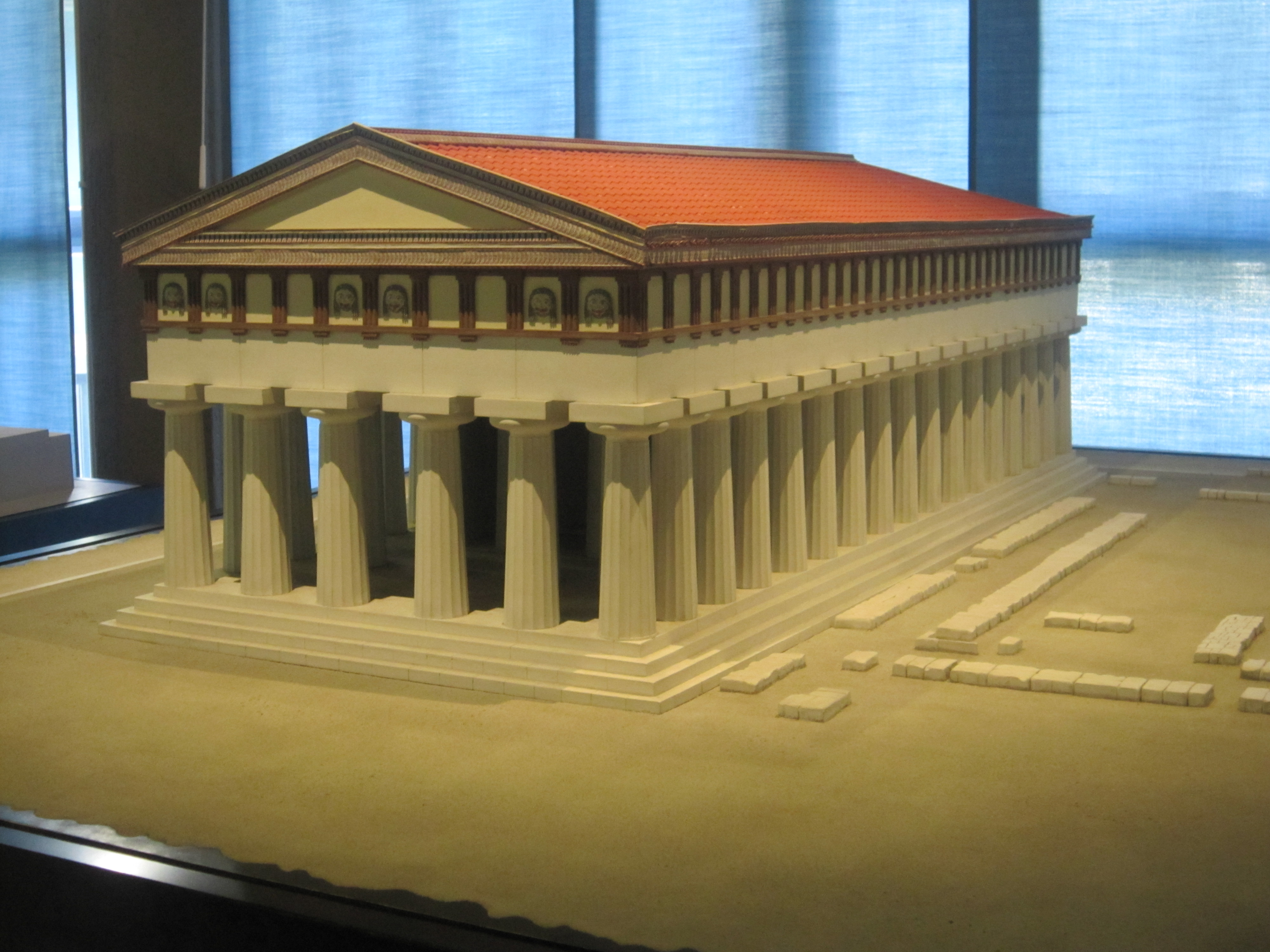
Modellino di ricostruzione di uno dei templi di Syrakousai.

## Arte nell'antica Siracusa

### Scultura e ceramica

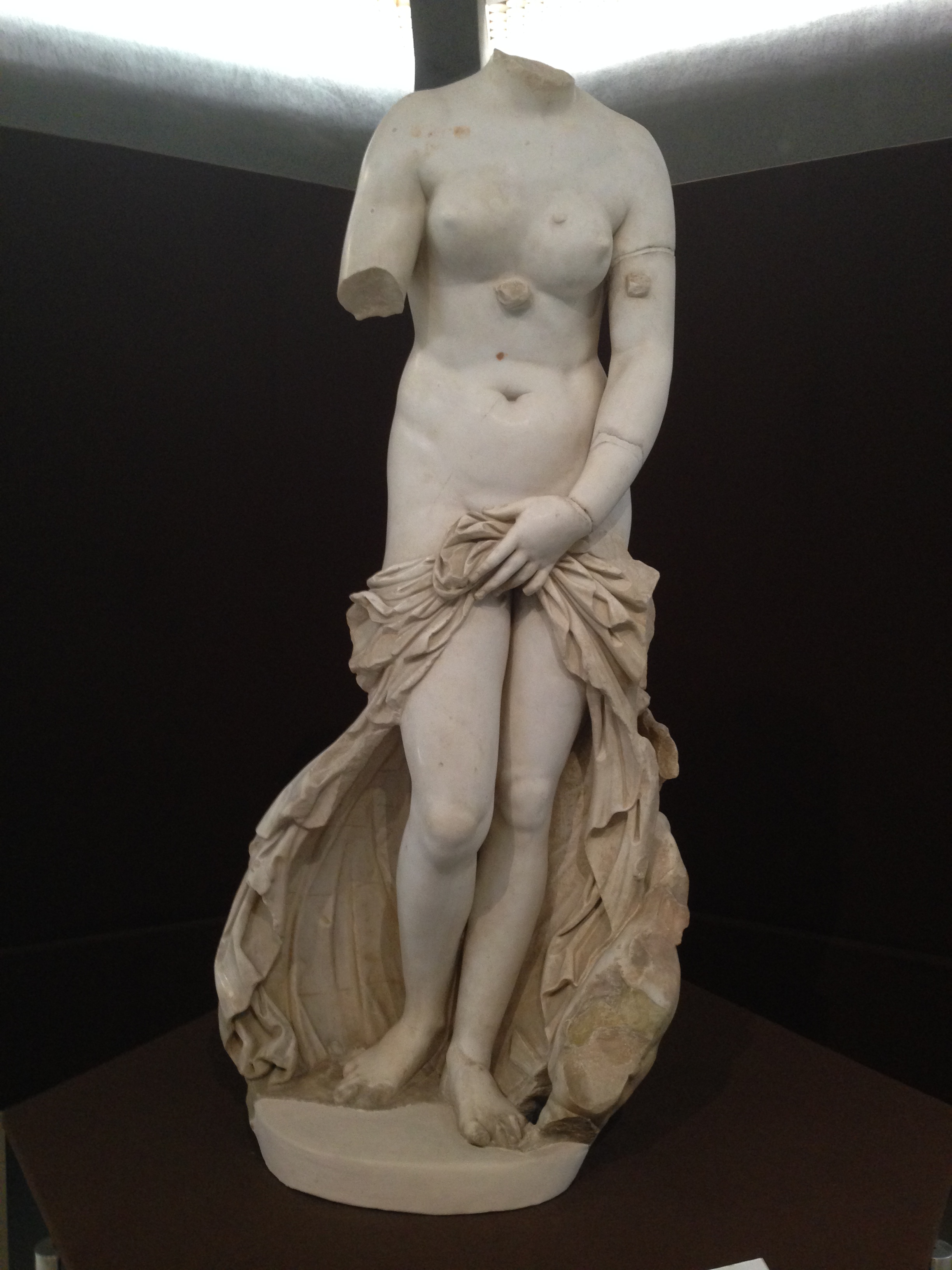
Venere Landolina
(Guy de Maupassant a Siracusa)
Così si espresse il francese Guy de Maupassant quando, durante il suo viaggio in Italia, venne a Siracusa ed ammirò la statua della Venere Landolina.

La statua, qui raffigurata a destra, è una copia di epoca romana (I secolo a.C.), ma che si rifà alla statua originale di epoca greca.
Oltre alla più celebre scultura siracusana, la Venere Landolina, vi sono comunque molte altre opere scultoree databili all'epoca della polis che meritano particolare attenzione. Se infatti è vero che i Romani, da questa città, portarono in Roma il "bottino" più bello che avessero mai visto, allora è logico credere e sostenere che nel materiale che portarono via da Syrakousai ci dovettero essere anche numerose statue.
(Giuseppe Maria Capodieci, Antichi monumenti di Siracusa)
Essendo numerose le statue da elencare, diremo qui solamente che le opere marmoree erano rappresentate dalle tante statue poste sui monumenti architettonici (templi, altari, edifici pubblici); esse potevano disporre di materiali di metallo prezioso; va ad esempio ricordato lo scudo in oro della statua di Athena posta sul tetto del medesimo tempio o il mantello, sempre in oro, della statua del tempio di Giove Olimpico.

Sappiamo ad esempio che Verre, il famigerato pretore romano che molto poco onore fece alla urbe latina, rubò da Syrakousai ingenti quantità di materiali artistici e ornamentali, tra cui numerose statue: 
(Nicolò Palmieri, Somma della Storia di Sicilia.)
Ceramica

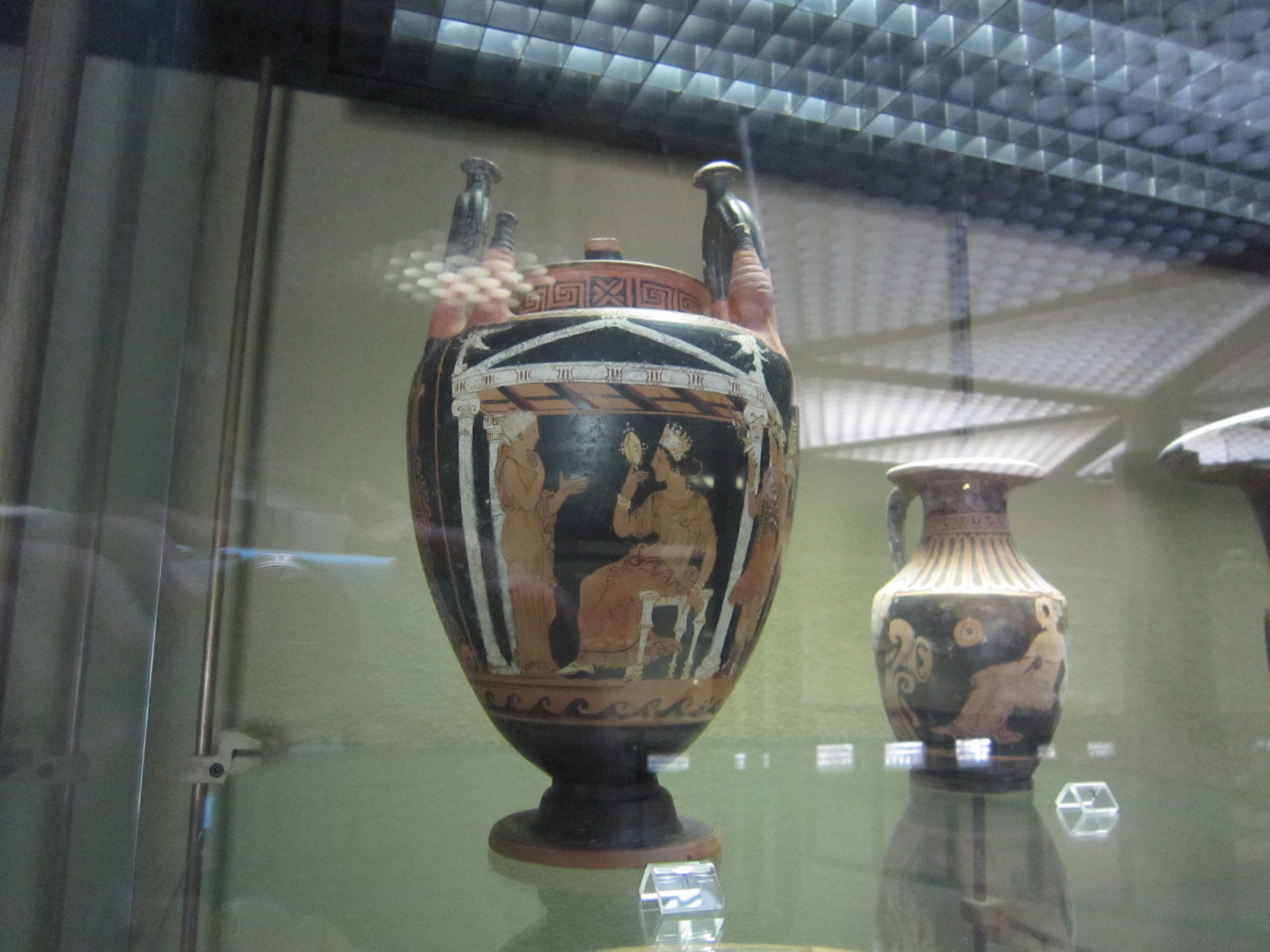
Vasi riccamente rifiniti, in stile campano e apulo, Siracusa, 320-280 a.C.

Anche la ceramica siracusana merita particolare attenzione, poiché per alcuni tratti la sua coroplastica si differenzia dalle altre; infatti nella lavorazione aretusea è stato riscontrato un uso di materiali provenienti dall'Oriente, dall'Egitto, si pensa per via commerciale con Cartagine. Nei secoli successivi si notano poi influenze corinzie, attiche e peloponnesiache, con originalità in quelle ioniche. Infatti la ceramica della polis venne apprezzata proprio perché riusciva ad essere singolare, inventiva. Essendo poi un popolo che si espanse molto sul mediterraneo, vennero rinvenute ceramiche, di stile siracusano, anche in altri luoghi della Sicilia, dell'Italia e della Grecia. Numerose e variegate le scene raffigurate nei vasi: tragedie greche, religione, vita quotidiana, mitologia. Si fabbricavano boccali, scodelle, bacini, anfore dipinti a motivi piumati e geometrici, con incisioni a lievi solcature e linee. Si è ipotizzato che siracusamente nella polis vi dovesse esistere una qualche officina di scultori e ceramisti, data la notevole produzione. Veniva fabbricata sia la ceramica a figure nere, sia la ceramica a figure rosse. Va inoltre aggiunto che, a dimostrazione dell'apertura commerciale di Syrakousai, nelle sue ceramiche vennero altresì riscontrati anche influenze apule, nord africane e alessandrine.

### Pittura
La testimonianza più consistente che dà la certezza che nella polis era in uso la pittura, ci è data dai famosi 27 dipinti posto nel tempio più importante di Siracusa, l'Athènaion, e poi spariti durante il sacco della città da parte dei romani.
(Giuseppe Maria Capodieci, Antichi monumenti di Siracusa)

### Gioielleria

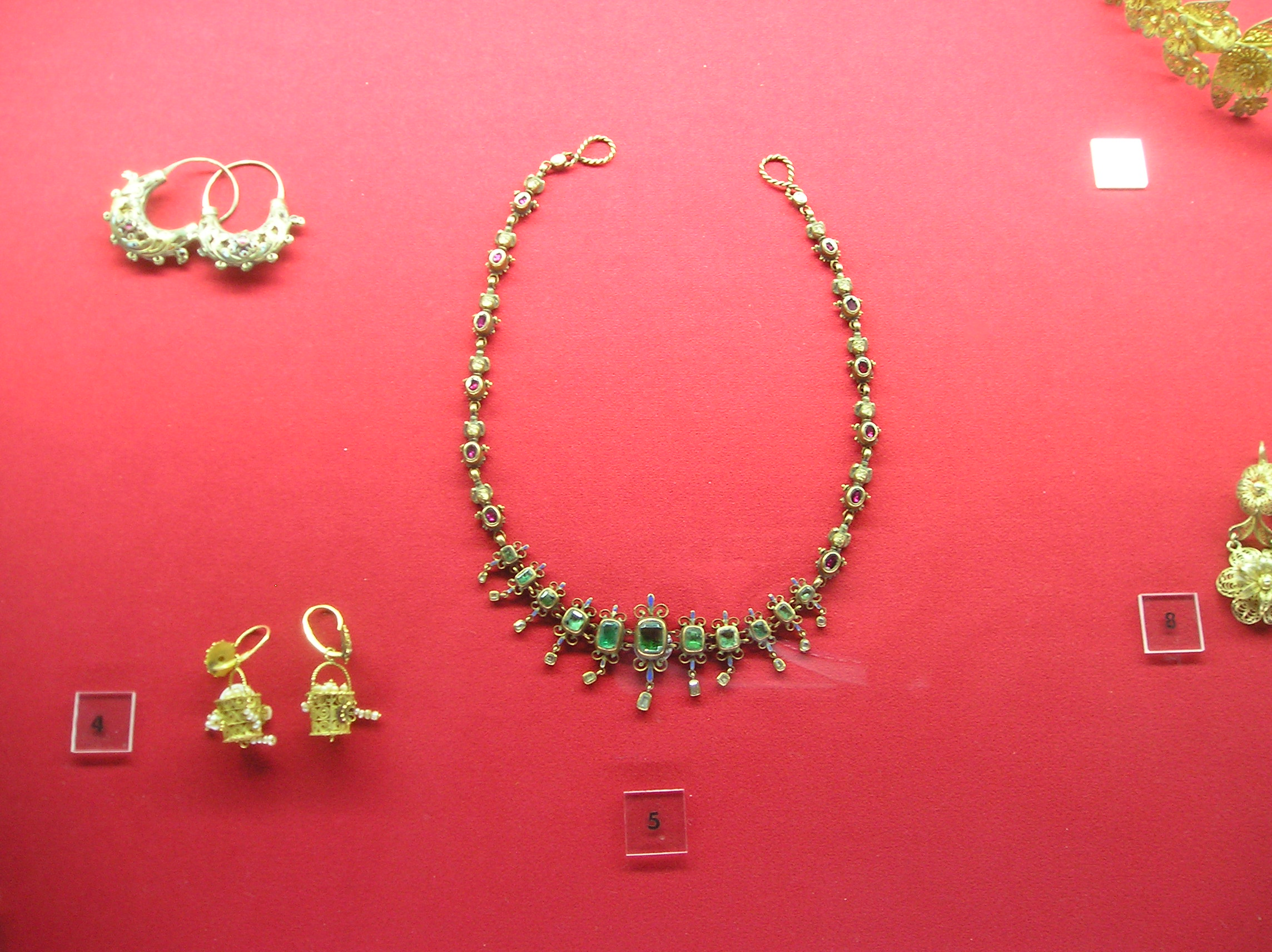
Collana e altri preziosi di epoca greca nella stessa esposizione del museo della città

Sappiamo delle tante fonti storiche dell'epoca che le donne siracusane erano solite portare gioielli, quindi vi era una fiorente produzione di preziosi nella Siracusa siceliota. Spesso i metalli preziosi ornamentali delle donne furono oggetto di contesa per le finanze del regno, poiché trovandosi la polis spesso in guerra, per affrontare le spese necessarie ad equipaggiare e rifornire l'esercito, i suoi sovrani si ritrovavano a dover invitare (spesso obbligare) la popolazione, soprattutto femminile, a donare alle casse del regno i gioielli. È il caso di Gelone che fece così con sua moglie la regina: «concorse la moglie di Gelone, Demarete o Damarete, la quale diede i proprii gioielli e raccolse quelli delle signore di Siracusa.»
Il tiranno Dionisio I invece fu più scaltro e per sottrarre i gioielli della polis s'inventò, come suo solito, uno stratagemma convincente:
(La dynasteia di Dionisio I di Siracusa : politica ed economia, pag. 30)
Dunque la gioielleria era nota a Syrakousai. Tra l'altro, va sottolieata anche una gemma in pasta vitrea con scena di centauromachia ritrovata durante degli scavi presso il Tempio di Apollo.

### Monetazione

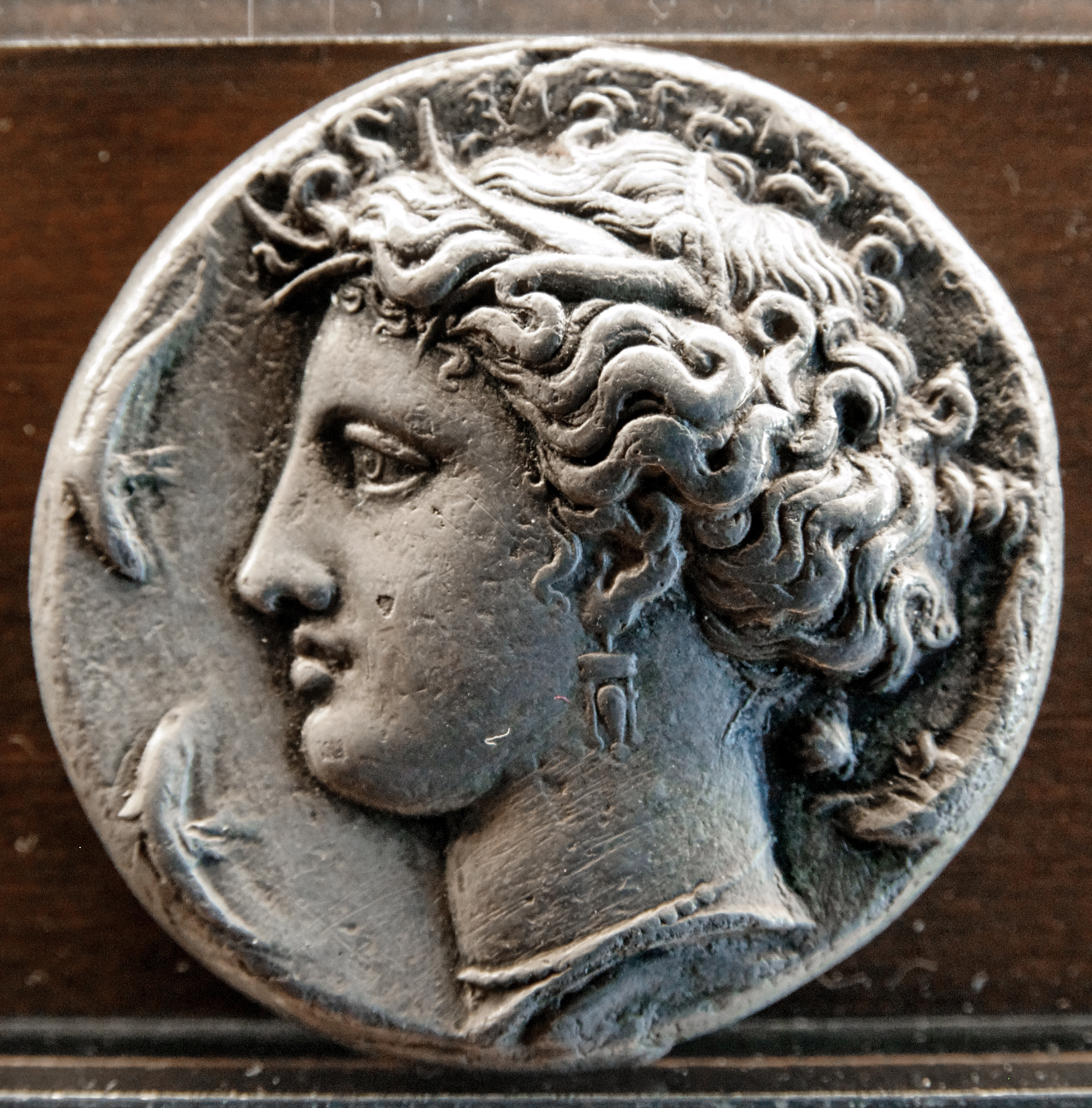
Moneta di Siracusa

Le monete di Siracusa sono passate alla storia per essere considerate tra le più belle e pregiate coniate nel mondo antico greco.

La storia monetaria di questa città rappresenta un caso particolare poiché, fu l'ultima delle città siciliane che iniziò a coniare moneta, eppure il valore della sua zecca divenne tra i principali e più alti in circolazione. Forse per recuperare il tempo perso rispetto alle altre città che già coniavano o forse per immettersi subito nella cerchia commerciale di Atene, la sua prima moneta fu fin dall'inizio il tetradramma, dal valore di 4 dramme, ovvero la moneta più forte in Grecia, il tetradramma ateniese; Siracusa adotta lo stesso statere.

Ciò che ha contraddistinto le monete siracusane, e siceliote, fu che a differenza di quelle coniate dai greci che abitavano il mar Egeo, quelle di Sicilia avevano un uso più singolare, più particolare che si potrebbe definire indipendente nello stile e nella storia. Infatti è proprio la storia che differenzia le due monetazioni; quella di Sicilia, e di Siracusa in questo caso, imprimeva in ogni sua moneta una storia che non la si poteva trovare in serie nelle monete coniate in Grecia. Le sue monete, che proprio per questo motivo hanno attratto anche in epoca contemporanea l'interesse di grandi studiosi internazionali del genere numismatico, raccontavano le vicende siracusane, le vicende siciliane. Ad esempio si dice che il Demareteion coniato a Siracusa dopo la battaglia di Imera, nel V secolo a.C., fosse stata la prima moneta ad assumere un significato "commemorativo", lo studioso archeologo siciliano, Giulio Emanuele Rizzo, le dà l'appellativo di "prima medaglia commemorativa", poiché si trattava del primo esempio storico di come una moneta potesse fungere da decorazione all'onore di una persona o, come in questo caso, di una città. La sua raffigurazione, come suggerisce il nome stesso, si riferiva alla regina e moglie di Gelone, Demarete, che nella moneta, sul dritto, porta sulla testa una corona di ulivo, mentre sul rovescio della stessa, la quadriga (elemento sempre presente nelle monete antiche greche) qui veniva invece sostituita con un leone in corsa; il leone era il simbolo di Cartagine, dunque il Demareteion nacque realmente con scopo celebrativo. In seguito, questa moneta divenne molto famosa, poiché valeva quanto dieci dracme, fu quindi la prima decadramma ad essere coniata ed è anche una delle poche monete citate dai classici. Le altre monete adottate da Siracusa raffiguravano principalmente la testa di Aretusa con la legenda ΣΥΡΑΚΟΣΙΩΝ (Surakosiōn); inoltre figure di quadriga; delfini; Anapo; cavallucci marini; Eracle; Atena; Apollo; i tiranni siracusani come Agatocle; Artemide; la Triskelès (il simbolo della Trinacria, ovvero la Sicilia); la Nike; Pegaso. I materiali usati per la coniazione di monete furono: l'oro; l'argento (con il quale si dice venissero fatte le più belle monete siracusane); il bronzo e l'elettro (una lega d'oro e d'argento). Siracusa coniò monete fino alla conquista romana. Dopodiché Roma le permise di continuare solo la coniazione in bronzo. Alcuni dei suoi incisori di coni più abili furono Eukleidas e Kimon. Le monete siracusane sono oggi visibili presso i siti museali in varie parti del mondo, oltre che nella stessa città di Siracusa.

### Le monete di Syrakousai

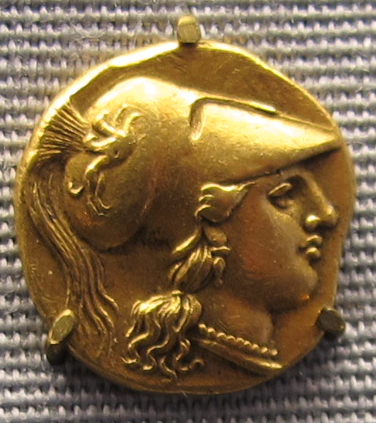
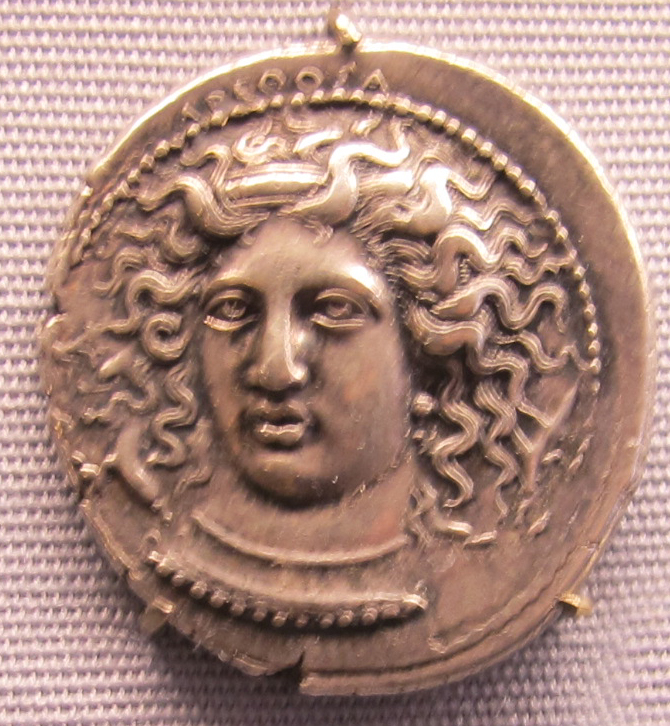
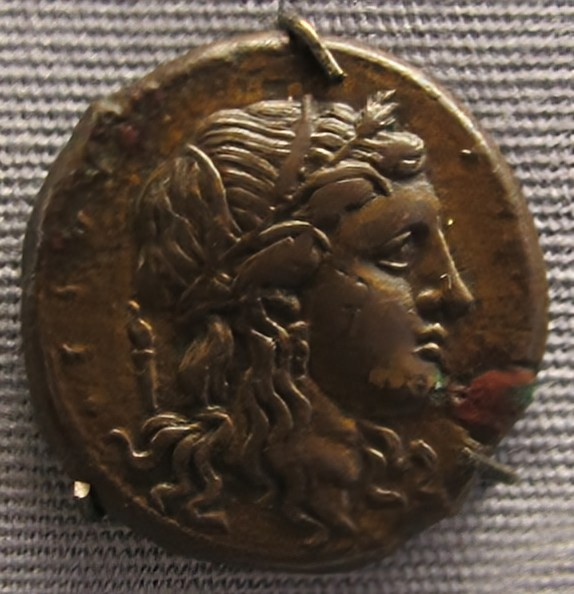

## Urbanistica

### L'urbanistica della polis: la pentapoli

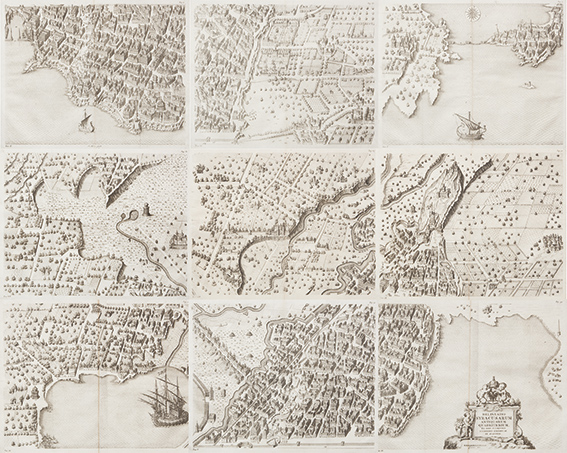
Particolari ben disegnati di come doveva essere l'urbanizzazione della vasta polis. Si notino il portus magnus e le sempre presenti mura dionigiane.

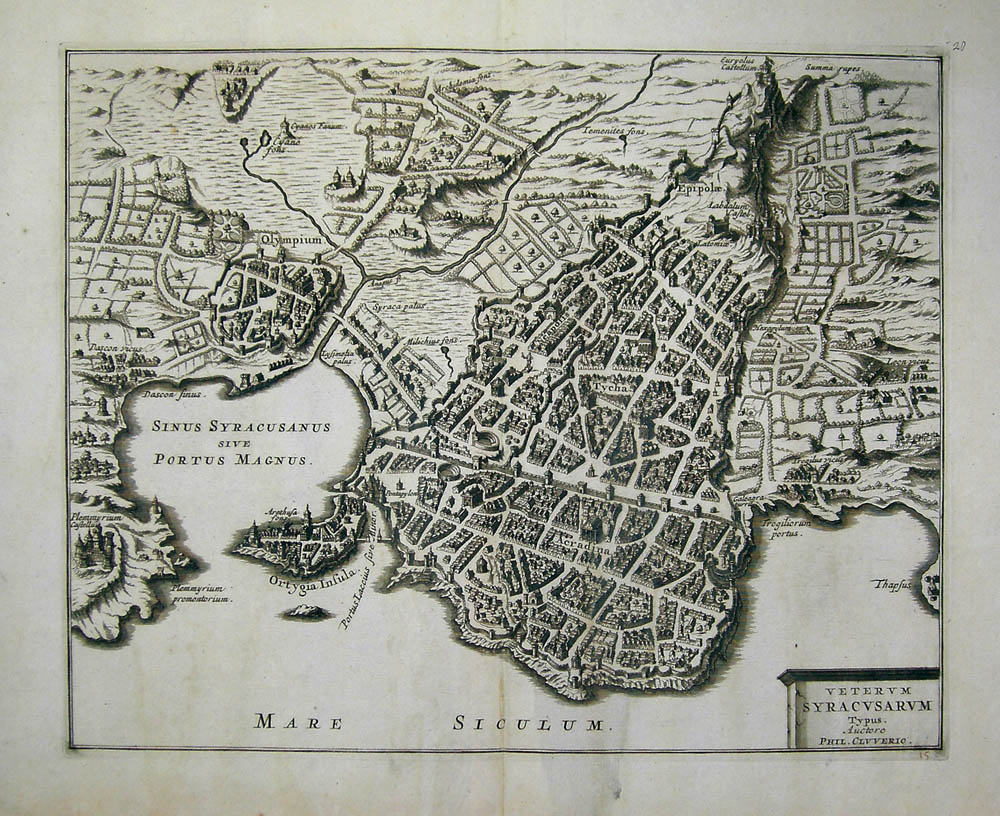
In questa antica mappa di Siracusa, databile del 1500 e 1700, si possono notare le fortificazioni dionigiane che circondavano Siracusa e le sue cinque città.

Numerose sono le fonti che ci parlano dell'urbanizzazione della polis aretusea. Ma si possono benissimo riassumere con le parole di Cicerone, in sintesi, la grande stesura delle cinque città dentro la stessa Siracusa, e l'urbanizzazione di ciascuna di esse:
- Prima città-quartiere: Ortigia (l'etimologia del nome significa Quaglia)

« La Città è tanto grande che si può considerare composta da quattro città: una delle quali è la già citata Isola, che è delimitata dai due porti, e che si protende fino all'imboccatura di entrambi, dove sorge il palazzo che fu del re Ierone e che è utilizzato dai Pretori. In essa vi sono molteplici edifici sacri [...], All'estremità di tale Isola sgorga una sorgente di acqua dolce, chiamata Aretusa, di incredibile vastità, stracolma di pesci, che sarebbe ricoperta dalle onde del mare, se non fosse separata da questo da una vasta muraglia. » (Cicerone, Verrine)
- Seconda città-quartiere: Acradina (l'etimologia del nome significa Terra dei peri selvatici)

«La seconda città che compone Siracusa è Acradina, in cui sorge un grandissimo foro, un bellissimo porticato, un sontuoso pritaneo, una curia vastissima, uno stupendo tempio di Giove Olimpico e tutte le altre parti della città, separate da una larga e lunghissima strada e da numerose traverse, che contengono gli edifici privati. » (Cicerone, Verrine)
- Terza città-quartiere: Tiche (l'etimologia del nome significa Fortuna, dal nome dell'omonima dea greca)

«La terza è la città che, poiché in quella zona ci fu un antico tempio della Fortuna, fu chiamata Tycha, nella quale si trova un grandissimo ginnasio e numerosi edifici sacri. È la parte abitata e più densamente popolata. » (Cicerone, Verrine)
- Quarta città-quartiere: Neapolis (l'etimologia del nome significa Città Nuova)

«La quarta invece è quella che, poiché fu edificata per ultima, fu chiamata Città Nuova; sulla sua sommità c'è un grande teatro, inoltre ci sono due tempi egregi, l'uno di Cerere, l'altro di Proserpina, e una statua di Apollo, soprannominata Temenite, molto bella e d'una grandezza colossale; Verre l'avrebbe tolta, se avesse potuto farla trasportare. » (Cicerone, Verrine)
- Quinta città-quartiere: Epipoli (l'etimologia del nome significa Sopra la città, derivato dalla sua altitudine)

L'Epipoli si dice fosse in epoca siceliota una zona addetta solo alle forze militari della polis, per via della sua postazione strategica, fu forse quindi per questo motivo che Cicerone non la cita nella sua descrizione delle città di Siracusa. Ma di essa ne abbiamo ugualmente notizia grazie ad altre fonti:

« [...] Oltre a queste le Epipoli, l'Eurialo, il Libdalo, forti non guari discosti fra essi e contigui a Tica e Neapoli, formavano come una quinta città. »

### La rete stradale
La rete stradale di Syrakousai era composta da alcune larghe strade principali e altre più strette che messe insieme componevano il tessuto terrestre costruito dalla polis. In Ortigia ad esempio conosciamo che vi erano strade larghe 2,5 - 3 metri, di cui almeno due plateiai più grandi larghe circa 5,5 metri.
I nomi delle principali strade di epoca greca (e poi usate anche in epoca romana e bizantina) furono:
All'interno della polis
- La Via lata perpetua

(Cicerone in le Verrine)
Era l'arteria principale della polis, ogni grande metropoli ellenistica ne aveva una. Quella di Siracusa univa Ortigia ad Acradina.
- La Via Sacra (Hiera odòs)

Era la via che attraversava il cuore di Ortigia; partiva da Piazza Duomo e si suppone che arrivasse fino a dove oggi sorge il Castello Maniace. Era detta sacra perché attraversava i principali templi di culto della polis.
- La Via dei Sepolcri

Così chiamata perché in entrambi i suoi lati è circondata da sepolcri di epoca greca (probabilmente anche romana) e da ipogei bizantini. Lunga circa 150 metri, costituisce la via d'accesso al teatro dall'alto del colle Temenite.
Verso l'esterno della polis
- Scala Greca

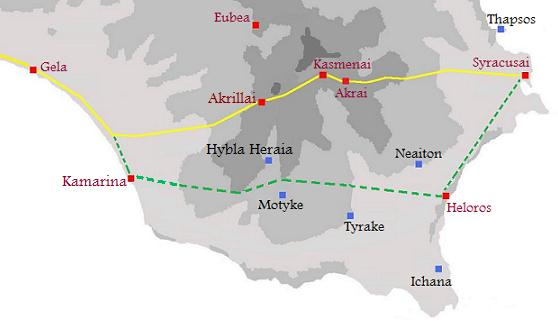
Le strade siracusane si sviluppavano lungo il territorio della Sicilia Sud-orientale.

Situata, e per certi tratti visibile ancor oggi, era la strada che conduceva per il lato nord fuori da Siracusa (o viceversa diveniva la strada d'ingresso), infatti è la strada dove sorgeva la monumentale porta Exapylon (porta dalle sei porte). Paolo Orsi la definì amaxitoi odoi (strada percorse dai carri), per via dei solchi lasciati dagli zoccoli dei cavalli, tutt'oggi riscontrabili nella sua roccia bianca calcarea.
- La Strada Ellenistica di Akrai

La polis una volta fondate le sue colonie, vi costruì delle lunghe strade per raggiungerle. Molto importanti da un punto di vista strategico, per l'espansione verso l'entroterra siciliano, la strada che da Siracusa conduceva ad Akrai, costeggiava il fiume Ciane e Canicattini Bagni. Poi da Akrai la strada continuava verso Chiaramonte, Acate e Gela. Aveva anche una biforcazione ad Akrai che correva lungo il fiume Irminio, toccava Ragusa, poteva passare per la colonia siracusana di Casmene (odierna Comiso), attraversando la valle dell'Anapo, e giungeva infine a Camarina (altra colonia siracusana)
- La Elosine odòs

Menzionata da Tucidide, era l'altra arteria principale che da Siracusa conduceva a Camarina e poi da qui, aggirando lungo la costa i Monti Iblei, si immetteva nella Via Selenuntina (Camarina - Selinunte). Aveva il punto di centrale all'Eloro (colonia siracusana), vicino a Noto, sul fiume Tellaro.

### Le necropoli

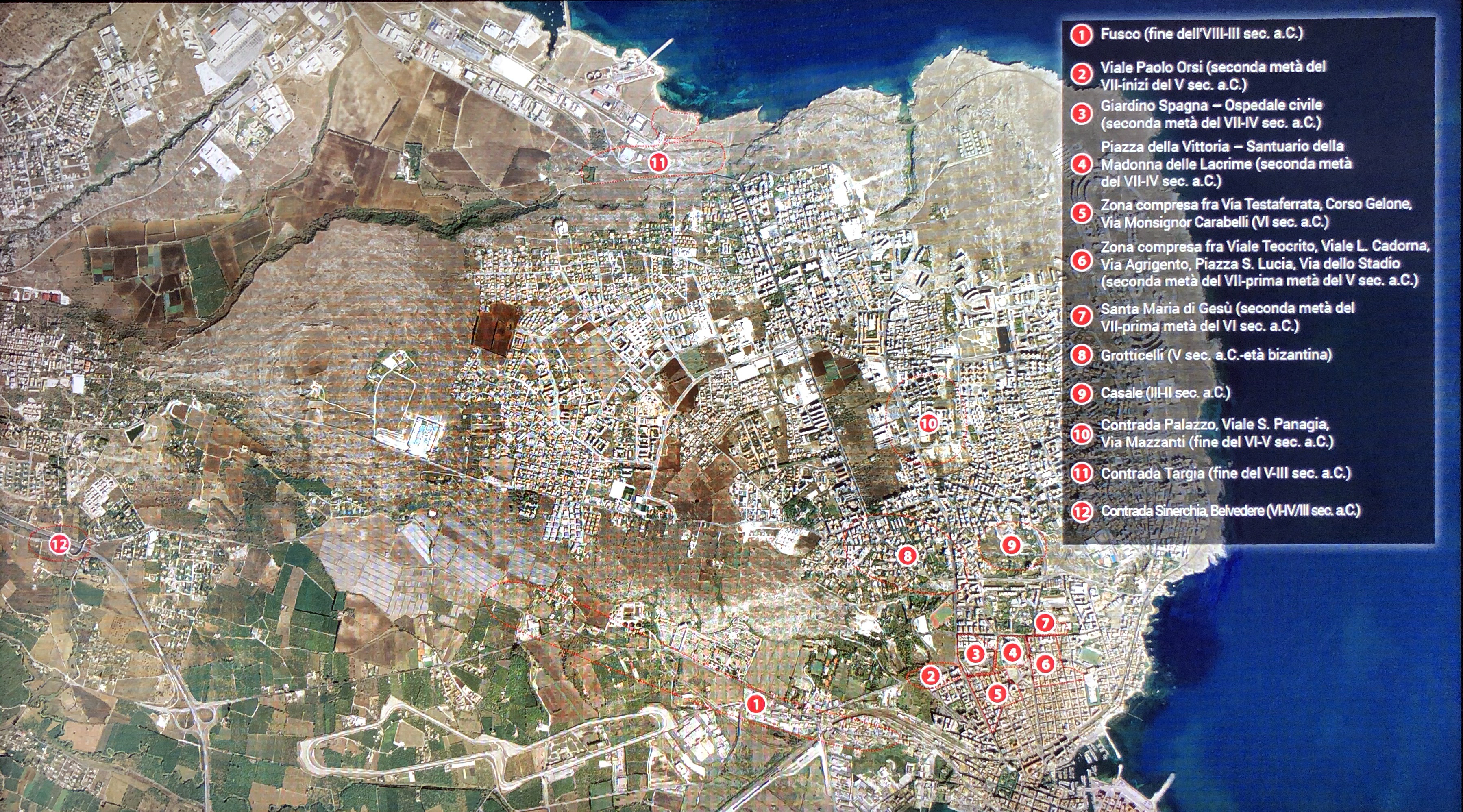
Necropoli di Siracusa

Siracusa presenta diverse necropoli distribuite in varie parti del suo territorio. Queste aree sono sempre ricadute nella parte esterna rispetto all'area urbana. L'area del Fusco è la necropoli più antica della città e si trovava anticamente ad ovest delle mura dell'Acradina (oggi ricadente tra la zona del centro commerciale dei Pantanelli e la stazione fino al cimitero).
Il quartiere Acradina è attorniato a est dalle necropoli dell'Ospedale Civile-Giardino di Spagna. A sud dall'area cimiteriale del Santuario (seconda metà del VII e V sec a.C. - prima metà del IV sec. a.C.)
Altre necropoli sono quella di contrada Palazzo, S. Panagia e via Mazzanti (fine del VI e V sec. a.C.). La Necropoli di contrada Grotticelle risale al V-IV sec a.C. Mentre la necropoli di contrada Zappalà è del V sec a.C.

## Miti e Leggende di Syrakousai
La città di Siracusa è spesso appellata come "luogo del mito", termine datole per via delle sue tante leggende e racconti mitologici che le appartengono fin dall'epoca greca.
Dal mito più famoso; quello di Aretusa e Alfeo, a quelli meno conosciuti ma che comunque la coinvolgono come il mito di Dedalo che giungendo in Sicilia, prima di trovare rifugio dal mitico re Cocalo, sorvola Siracusa.

## Filmografia
- L'assedio di Siracusa (1960); diretto da Pietro Francisci; colore e sonoro; genere: avventura, storico, guerra, drammatico, romantico; durata pellicola: 124 minuti; paese di produzione: Italia, Francia; trama: si narra il periodo storico dell'assedio di Siracusa da parte dei romani, vi sono i personaggi principali di quegli avvenimenti: Marco Claudio Marcello, Archimede, Gerone II.
- Il tiranno di Siracusa (1962); diretto da Curtis Bernhardt e Alberto Cardone; colore e sonoro; genere: avventura; paese di produzione: Italia; trama: nel tempo di Dionisio I di Siracusa due amici vengono messi alla prova dal tiranno della polis.

### Animazione
- Sinbad - La leggenda dei sette mari (2003); prodotto dalla DreamWorks; colore e sonoro; genere: animazione, avventura; paese di produzione: Stati Uniti; trama: narra le avventure di Simbad il marinaio, ambientandole in una Siracusa Siceliota, il migliore amico del marinaio è Proteo, erede al trono della polis aretusea.